# Tourisme en Islande
Le tourisme en Islande représente un secteur important de l'économie avec presque 1 million de visiteurs étrangers en 2014, soit le triple de la population du pays. En 2008, l'activité touristique représentait 14 % des revenus du pays et 5,2 % des emplois.

## Statistiques

### Fréquentation

Nombre de touristes étrangers ayant visité le pays.

Le nombre de touristes visitant l'Islande est, depuis les années 1950, en constante augmentation. En dépit d'événements mondiaux (attentats du 11 septembre 2001, crise financière de 2008 à 2010 combinée avec l'éruption de l'Eyjafjöll en 2010, etc.) la croissance est globalement exponentielle.
Pour autant, malgré la très forte augmentation du nombre de touristes étrangers depuis les années 2000, sa contribution à la richesse du pays n'a augmenté que modestement, en ne représentant qu'un peu plus de 5 % PIB du pays.
|      | Nombre annuel de touristes étrangers | Part du PIB (%) |
| 2012 | 672 000                              | 5,9             |
| 2010 | 494 800                              | 6,0             |
| 2008 | 502 000                              | 4,6             |
| 2006 | 422 300                              | 4,4             |
| 2004 | 360 400                              | 5,0             |
| 2002 | 277 900                              | 5,6             |
| 2000 | 302 900                              | 5,1             |

### Origine des touristes
Principaux pays d'origine des touristes étrangers en 2012
- Scandinavie (22 %)
- Amérique (18 %)
- Royaume-Uni (14,5 %)
- Allemagne (10 %)
- France (6,5 %)
- Pays-Bas (3,5 %)
- Italie (2 %)
- Finlande (2 %)
- Autres (22,5 %)

Plus des deux tiers des touristes d'Europe centrale ou du sud viennent en été, ainsi que la moitié des touristes américains et scandinaves. Par contre, les touristes anglais visitent le pays aussi bien en été qu'en hiver.
La saisonnalité est très marquée, avec, en 2011, un taux de remplissage des chambres de 65 % en juillet, contre 15 % en janvier. En l'absence de domaines skiables significatifs (l'Islande a peu de tradition dans ce domaine, contrairement à ses voisins scandinaves), le déséquilibre entre saisons est exacerbé suivant les régions : la capitale héberge deux fois plus de touristes en été qu'en hiver et ce rapport dépasse 12 dans l'arrière-pays.

### Motivations et types de séjours
Bien que 80 % des personnes visitant le pays avancent vouloir avant tout jouir de la nature et des étendues sauvages du pays, la capitale et sa banlieue sont visitées par 95 % des touristes. La zone la moins fréquentée est celle des fjords du nord-ouest, qui n'est visitée que par moins de 15 % des touristes. Un effort particulier est consenti pour valoriser le patrimoine et les activités culturelles du pays, comme avec la campagne de communication "inspired by island" , mais le tourisme culturel n'est encore vu que comme un complément et non pas comme un motif de visite.
Il n'y a guère de durée typique d'un séjour et seuls 20 % des visiteurs pratiquent le camping. Les touristes venant en Islande organisent eux-mêmes, dans 80 % des cas, leur séjour dans l'île, essentiellement par le biais d'internet.
Les activités pratiquées sont assez variées. La plupart des séjours s’articulent sur des « incontournables » spécifiques à l'île : le cercle d'or (visite du parc national de Þingvellir, Gullfoss et Geysir) pour 72 % des touristes, les piscines naturellement chaudes (le lagon bleu enregistre 400 000 entrées par an), etc. L'observation des baleines, la randonnée équestre, la randonnée glaciaire et la culture locale sont des points forts du pays. Le succès du Cercle d'or a entraîné la création de dérivés, les cercles d'argent et de diamant. Parmi les activités pratiquées par les touristes, on recense :
| Activités pratiquées par les touristes (en %)       | Activités pratiquées par les touristes (en %) |
| --------------------------------------------------- | --------------------------------------------- |
| Piscines / bains naturels                           | 70,5                                          |
| Musées / expositions                                | 46,2                                          |
| Circuits guidés organisés (exemple : Golden Circle) | 35,5                                          |
| Observation des baleines                            | 34,0                                          |
| Thermalisme                                         | 22,0                                          |
| Randonnée équestre                                  | 17,3                                          |
| Nautisme autre qu'observation des baleines          | 16,5                                          |
| Glaciers (voiture et randonnée)                     | 15,2                                          |
| Randonnée guidée en montagne                        | 14,5                                          |
| Événements culturels divers / Festivals             | 13,7                                          |
| Rafting / kayaking                                  | 4,7                                           |
| Cyclotourisme                                       | 2,6                                           |
| Chasse / pêche                                      | 1,5                                           |
| Golf                                                | 0,6                                           |
| Autres                                              | 9,7                                           |

Parmi les autres atouts du pays, on relève la gastronomie, favorisée par la présence d'une nourriture de qualité (poissons et moutons), ainsi qu'originale (viandes de macareux, de baleine, de renne ou encore de requin). L’Islande bénéficie aussi d'une très bonne image à l'étranger (le pays ne disposant pas d'armée) malgré certaines particularités mal perçues (pêche à la baleine, frictions sur la pêche hauturière, etc.).

## Caractéristiques générales

### Géologie islandaise

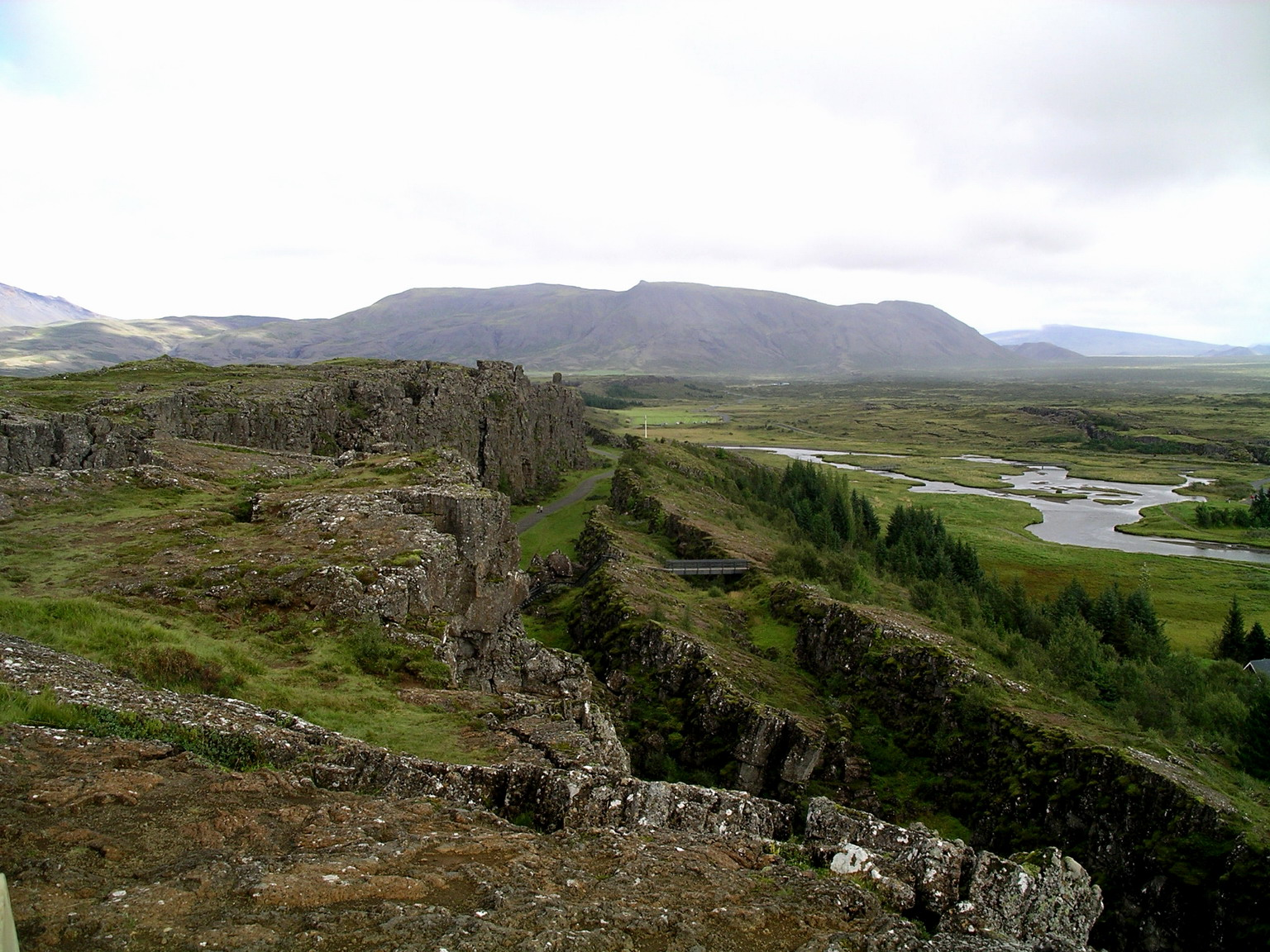
La faille de Þingvellir.

L'Islande est une île volcanique issue de la rencontre entre le volcanisme de la dorsale océanique séparant les plaques tectoniques européenne et américaine et d'un volcanisme de point chaud. Ainsi, de nombreuses failles parcourent l'île selon un axe allant du sud-ouest au nord-est, telles que la célèbre faille d'Almannagjá, à Þingvellir, et les éruptions sont courantes (en moyenne une tous les cinq ans). L'Islande est donc encore en formation et croît d'environ 2 cm par an. On y trouve donc des champs de lave ou de cendre (en particulier dans les hautes terres), contrastant avec des paysages colorés par un volcanisme acide (le Landmannalaugar par exemple). De plus, de nombreux sites géothermiques remarquables parsèment le pays, tels que Geysir qui donna son nom à tous les geysers du monde.

### Relief

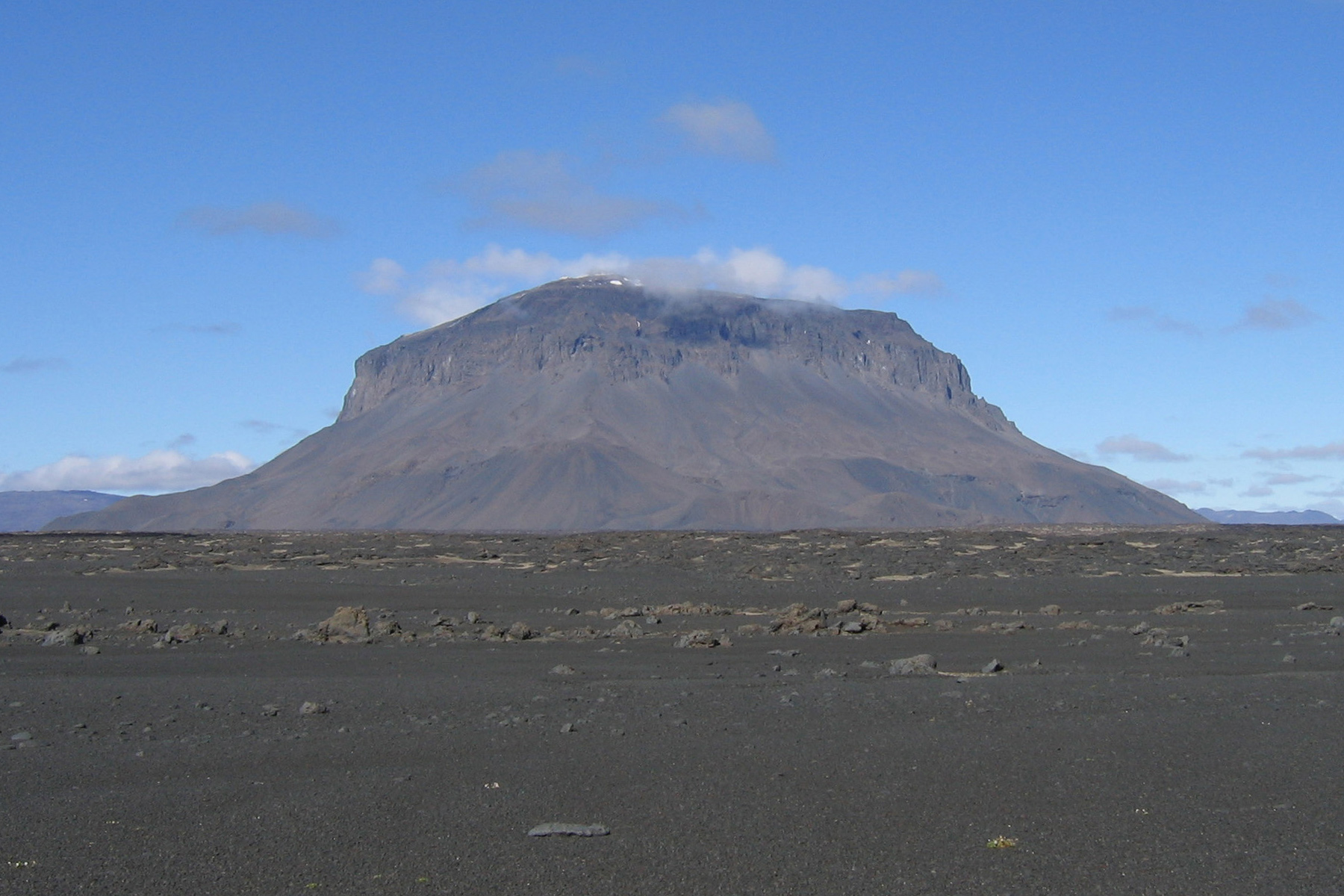
Le volcan tabulaire d'Herðubreið.
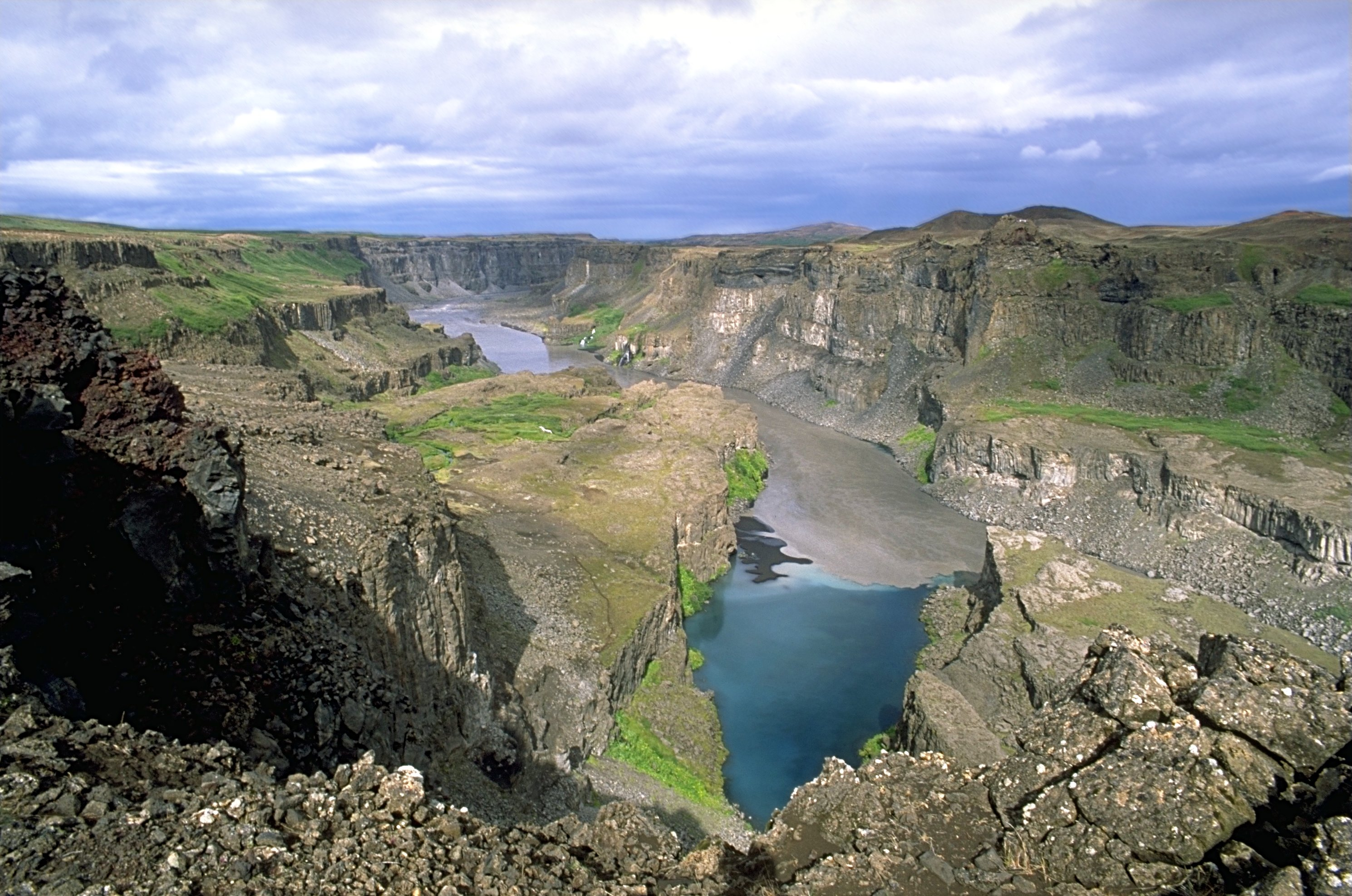
Le canyon Jökulsárgljúfur.

L'Islande possède un relief important, avec une altitude moyenne supérieure à 500 m et un point culminant à 2 119 m (le Hvannadalshnjúkur). Les côtes sont souvent très montagneuses et découpées par des fjords qui pénètrent parfois profondément dans les terres (par exemple : l'Ísafjarðardjúp) ; la côte sud est quant à elle essentiellement constituée de plages de sable noir, ou sandar, avec plus à l'intérieur des terres des vieilles falaises (dont la célèbre Lómagnúpur d'une hauteur d'environ 600 m) datant de l'époque où la mer remontait plus haut dans les terres. Le centre de l'île est constitué d'un plateau désertique avec de nombreux points dépassant les 1 000 m. Du fait de la nature assez fluide des laves, les pentes sont généralement douces, mais l'existence d'éruptions sous-glaciaires a donné des volcans tabulaires aux parois raides (comme l'Herðubreið), et l'érosion intense de la mer, des rivières ou des glaciers a parfois produit des pentes quasi-verticales avec par exemple des canyons très encaissés (Markarfljótsgljúfur ou Jökulsárgljúfur).

### Abondance de l'eau

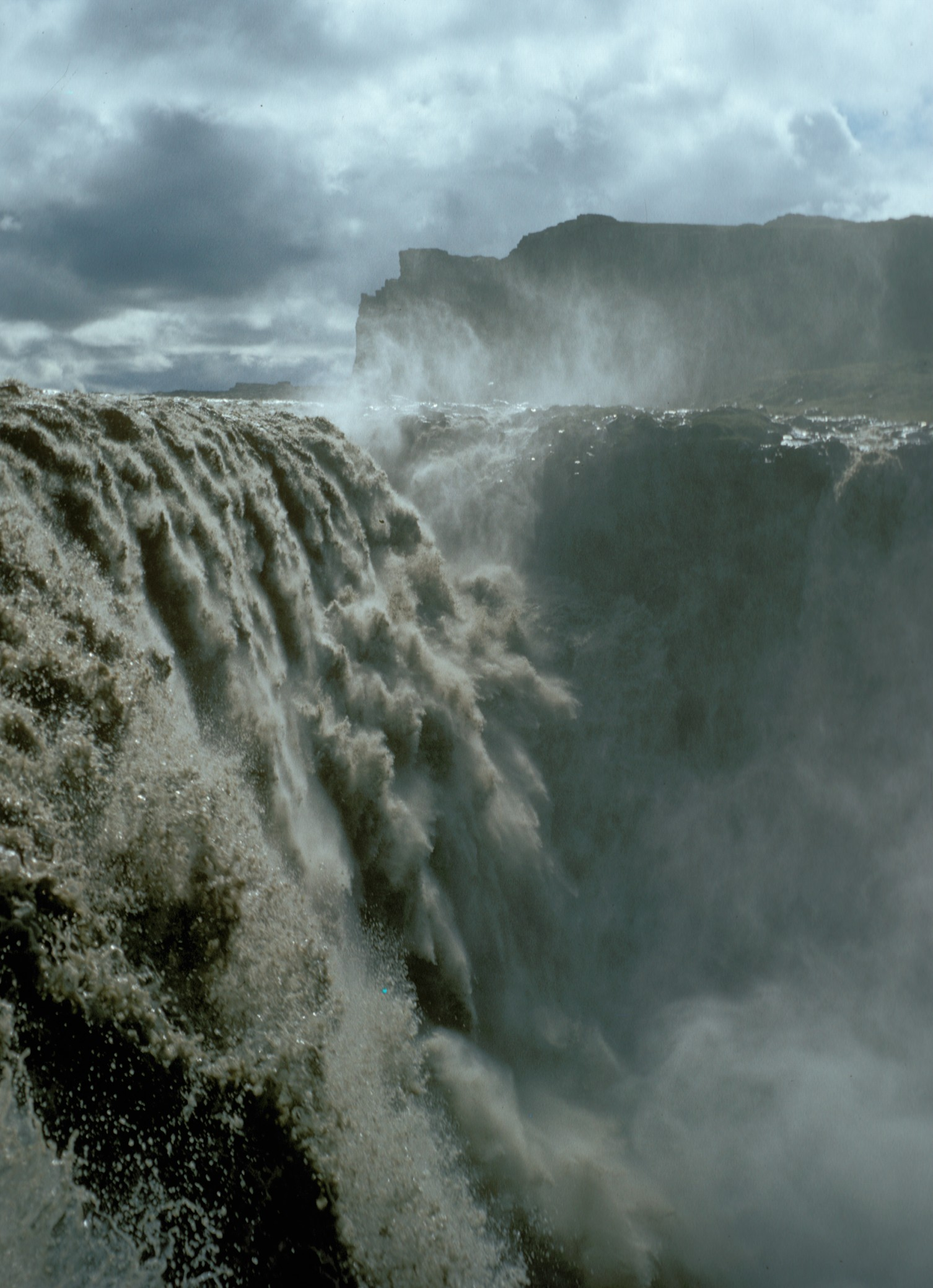
La puissante Dettifoss.
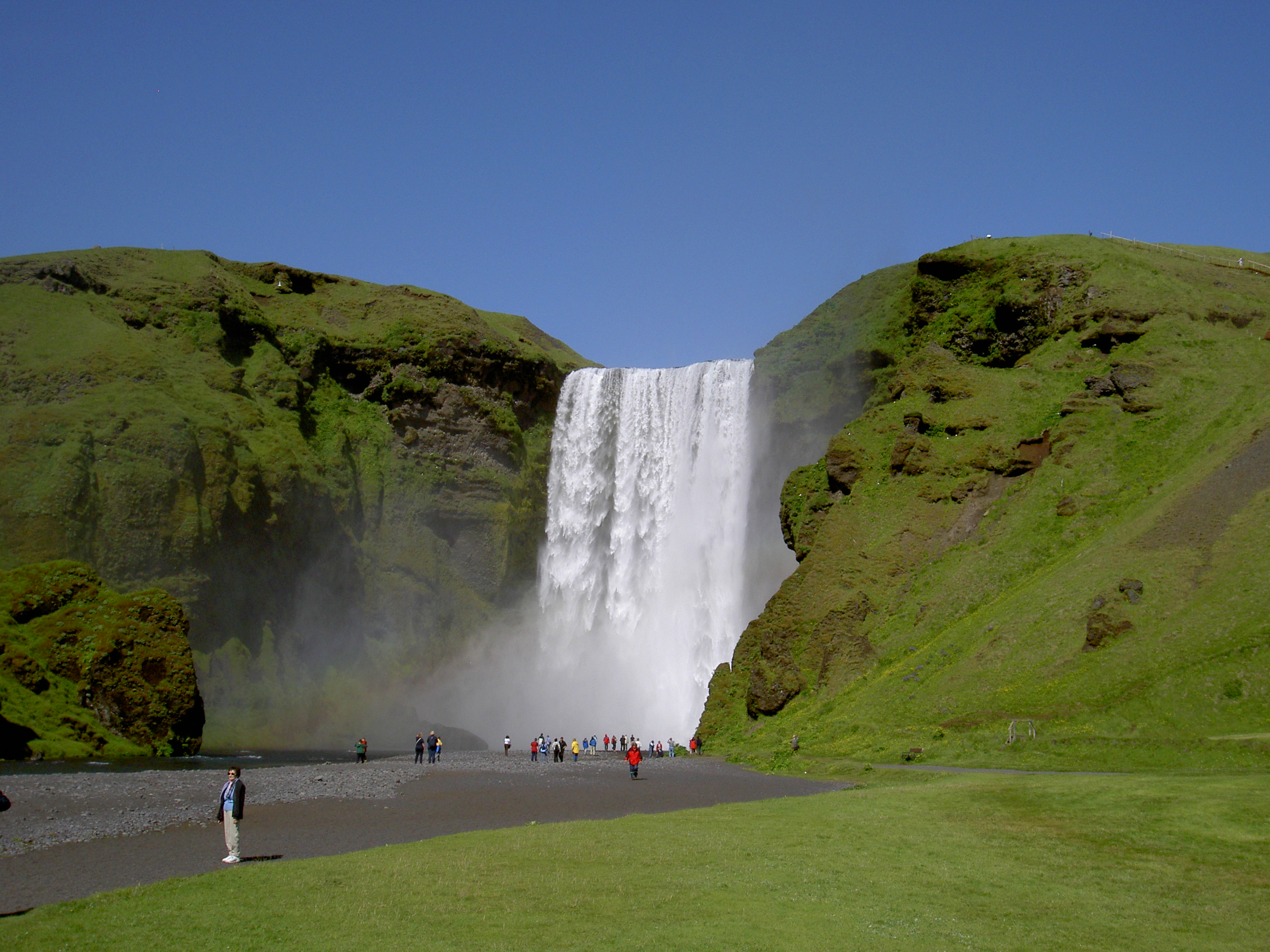
Skógafoss sur la côte sud.
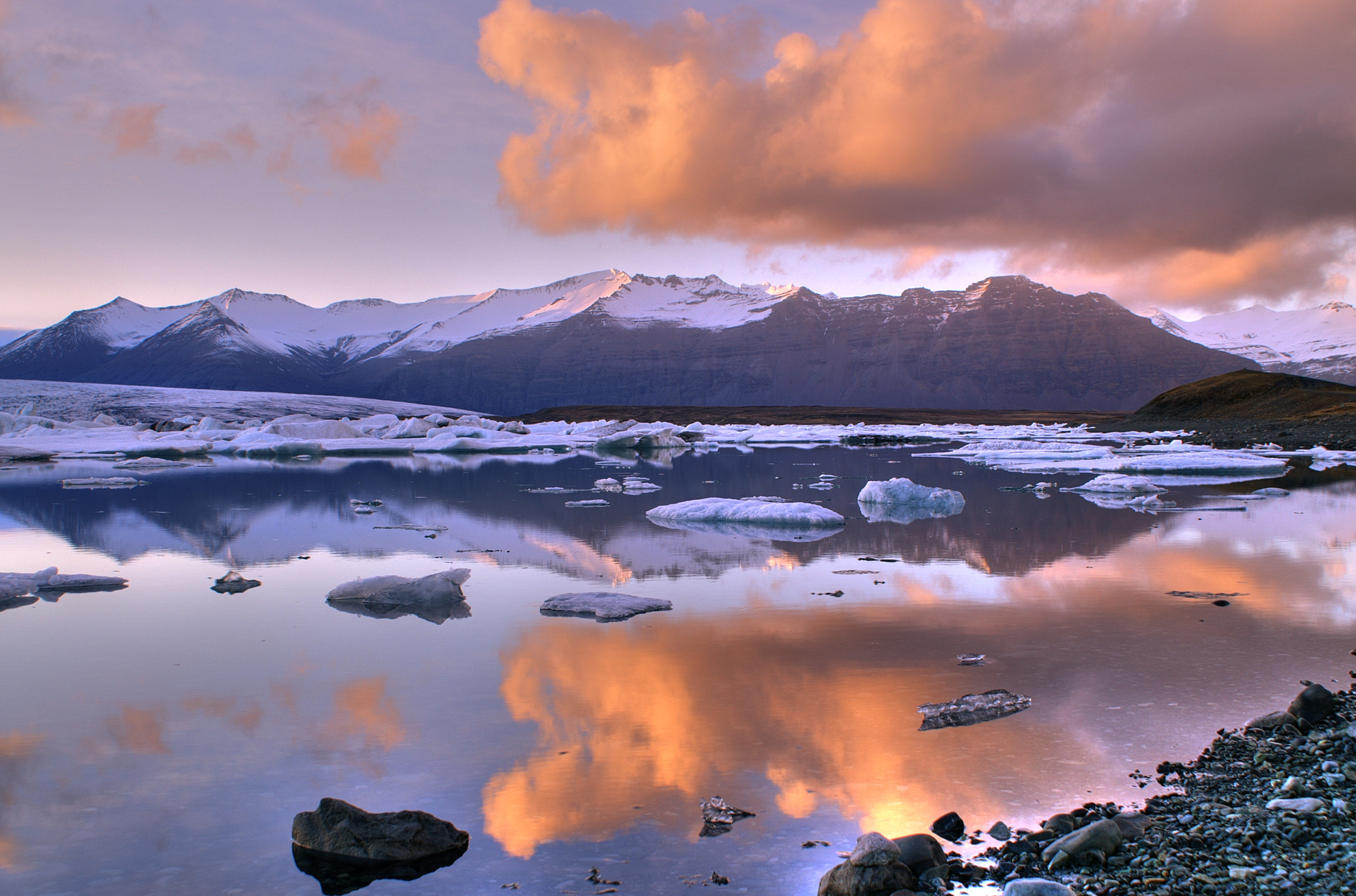
Le lac de Jökulsárlón et ses icebergs.

Le climat de l'Islande lui confère un réseau hydrographique important, avec de nombreuses grandes rivières issues pour la plupart de la fonte des glaciers. En effet, l'Islande possède de nombreux et grands glaciers, dont le Vatnajökull, plus grand glacier d'Europe. De ces glaciers naissent les grands fleuves islandais comme l'Ölfusá et la Þjórsá, respectivement plus gros débit et plus long fleuve d'Islande. Ces rivières croissent sur le plateau du centre de l'Islande avant de rejoindre la côte, subissant donc une différence de dénivelé entraînant la formation de nombreuses cascades qui sont parmi les plus importantes d'Europe (Dettifoss, cascade de plus grande puissance d'Europe avec 500 m3/s pour un dénivelé de 44 m). C'est ainsi que la côte sud-est est parsemée de cascades, souvent de faible débit, mais souvent aussi très jolies et réputées (Skógafoss et Seljalandsfoss sont les plus célèbres).

### Faune et flore

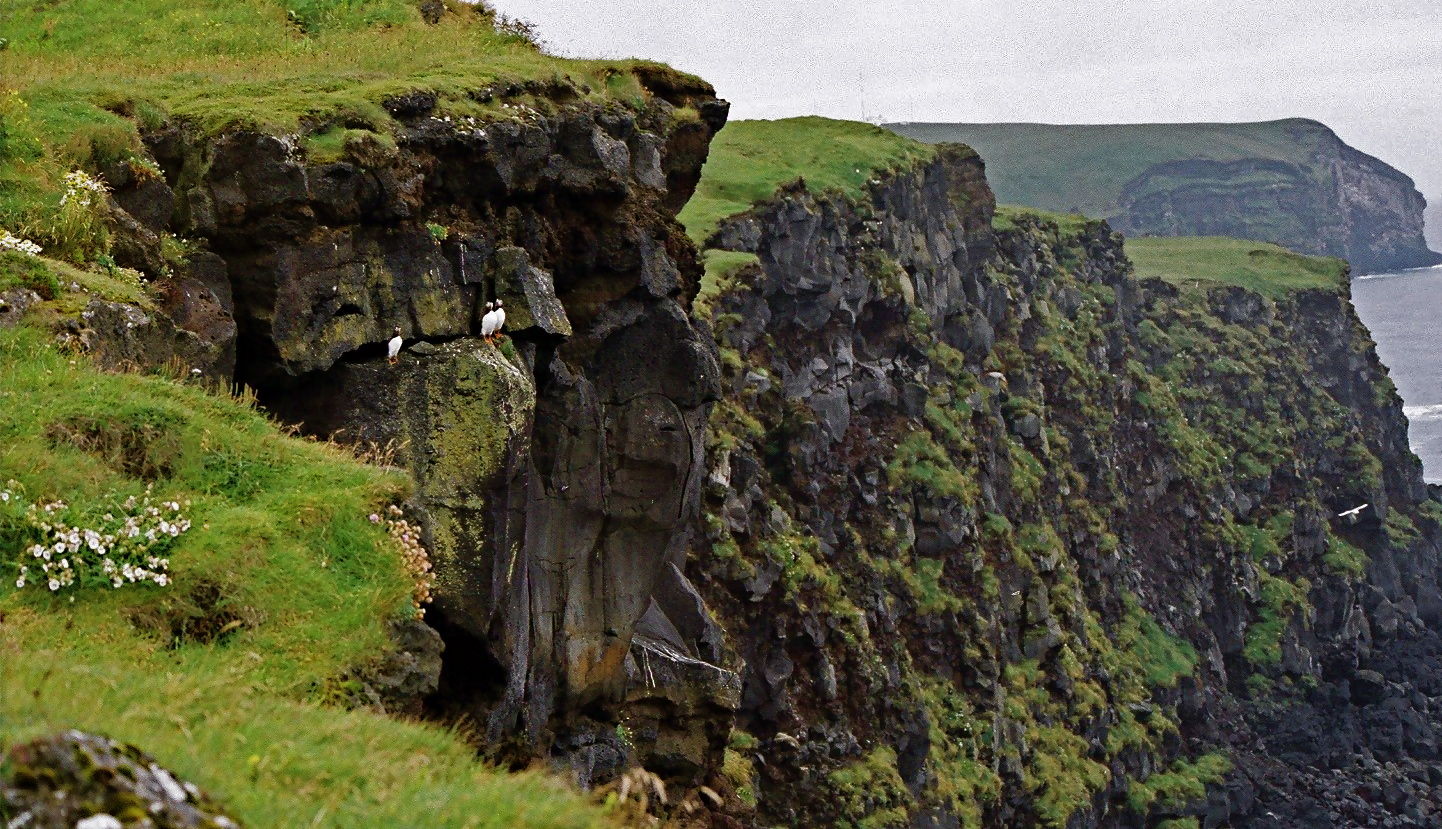
Macareux sur les falaises des îles Vestmann.
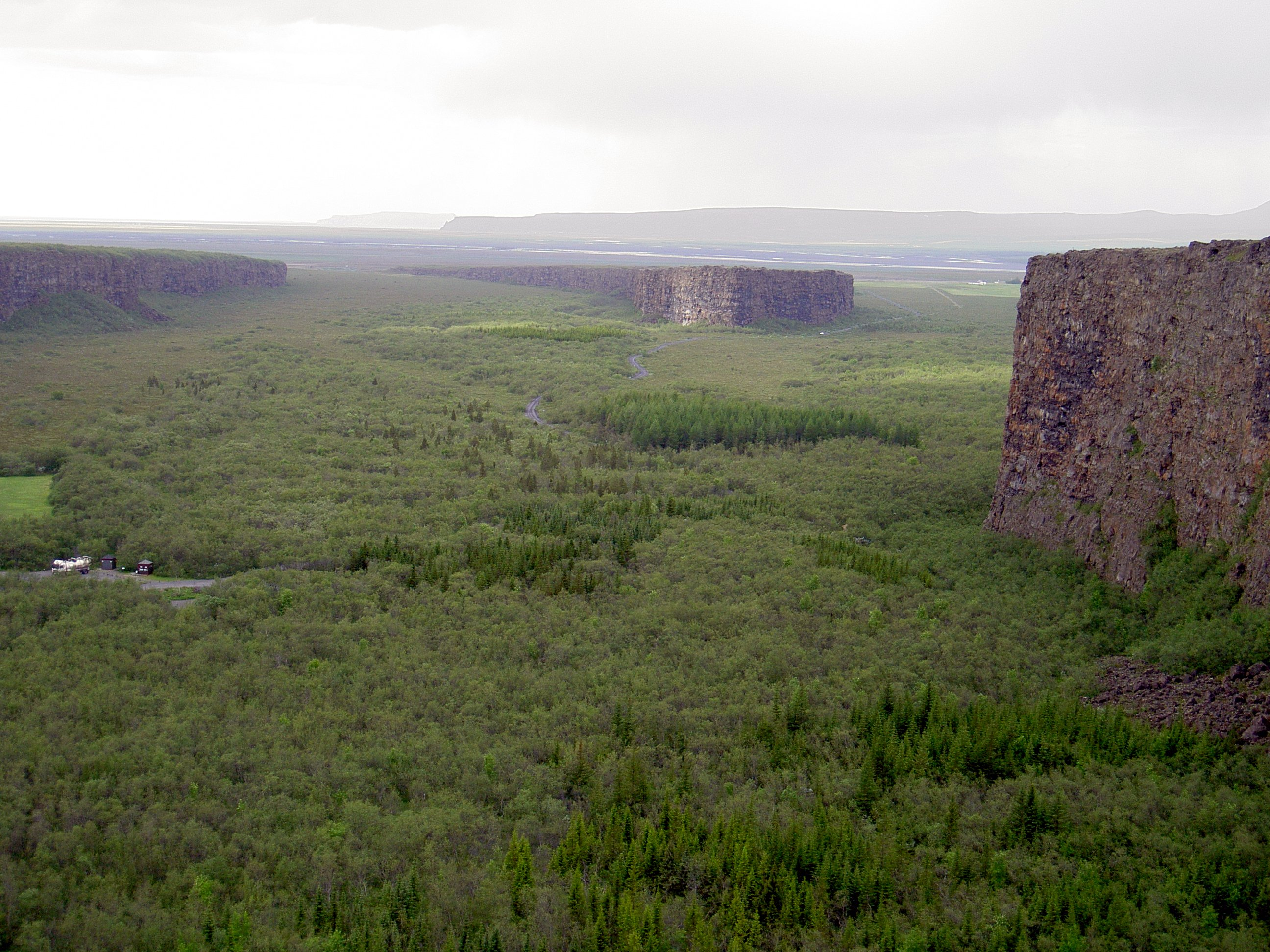
Une des rares forêts islandaises à Asbyrgi.

L'Islande possède une faune assez pauvre à l'exception des oiseaux et des poissons. Ainsi, les seuls mammifères de l'île avant l'arrivée de l'homme étaient les renards polaires, présents essentiellement dans la région des Vestfirðir (en Hornstrandir). Aujourd'hui, on trouve cependant beaucoup de moutons, élevés pour leur viande mais également pour leur laine qui sert à fabriquer de nombreux habits traditionnels islandais; mais également beaucoup de chevaux islandais qui tiennent leur particularité de leur petite taille et leur robustesse. Un autre mammifère important pour la culture islandaise et pour les touristes est la baleine, présente en particulier dans la Faxaflói (en témoigne le nom Hvalfjörður signifiant le « fjord des baleines » donné à un des fjords se jetant dans la baie), le Breiðafjörður et surtout près de Húsavík, ville qui est devenue un centre d'observation des baleines. Quant aux oiseaux, il y en a partout et de toutes sortes. En particulier, il y a abondance d'oiseaux de mer comme la mouette, les macareux et les sternes dans les falaises des Vestfirðir, et abondance de diverses espèces de canards en été sur le lac Mývatn, ce qui en fait des lieux très courus par les ornithologues ou simplement les amoureux des oiseaux.
La flore est assez réduite (aussi) sur l'île. On ne va pas en Islande pour ses forêts, car elles sont quasiment inexistantes même si la politique gouvernementale actuelle vise à reboiser, en particulier pour lutter contre l'intense et rapide érosion des sols. Malgré cela, l'Islande est une île très verte, mais ceci est dû à l'herbe et la mousse qui abondent (en particulier dans le sud, plus humide).

## Sites touristiques par région

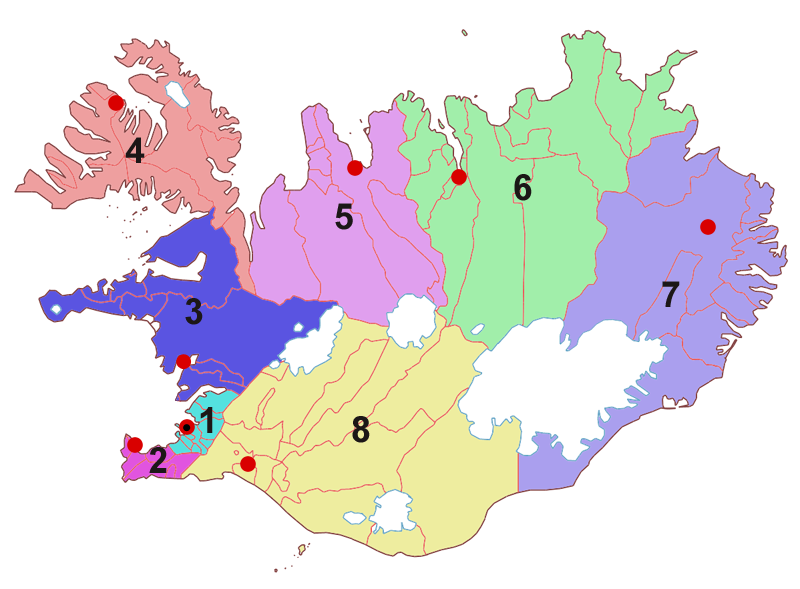
Les régions d'Islande.

### Route Circulaire
L'Islande a la particularité de posséder une route principale qui fait le tour de l'île de manière circulaire. La route 1 relie ainsi les principaux villages de l'Islande en passant par toutes les régions administratives, à l'exception des Fjords de l'Ouest. Généralement plus entretenue que le réseau de routes secondaires, la Route Circulaire (ou « Ring Road ») est une aubaine pour tous les visiteurs et permet d'accéder aux principales attractions touristiques d'Islande.

### Höfuðborgarsvæðið (la région de Reykjavík)
La région de Höfuðborgarsvæðið est en fait essentiellement Reykjavik et sa banlieue, mais inclut aussi le sud du Hvalfjörður. Un des principaux attraits de cette région est donc Reykjavik, la capitale du pays. C'est véritablement le centre du pays, possédant par exemple le terminal de bus grandes lignes BSI qui permet aux touristes de parcourir l'île en peu de temps. Mais la ville en elle-même possède de nombreux attraits, avec en particulier de nombreux musées, de nombreux parcs et des bâtiments célèbres tels que la cathédrale d'Hallgrímskirkja. Même dans cette grande ville, la nature reste proche : c'est ainsi que le lac Tjörnin se retrouve au centre de la ville. De plus, la ville est cernée par la mer sur sa petite péninsule de Seltjarnarnes.
Mais cette région possède aussi des montagnes, visibles depuis la capitale : Esja. Ce massif culminant à 914 m présente un relief très caractéristique des montagnes islandaises : une sorte de plateau entaillée de large vallées glaciaires, avec des neiges éternelles blanchissant les plus hautes sections. Ce site est très apprécié des randonneurs du fait de sa proximité avec la capitale et sert aussi de station de ski l'hiver.

### Suðurnes (ou Reykjanesskagi: «péninsule des fumerolles»)
Suðurnes est la région la plus densément peuplée d'Islande après la capitale. C'est un passage obligé pour la plupart des touristes, car c'est là qu'est situé l'Aéroport international de Keflavík. Cette région est essentiellement un champ de lave recouvert de mousse, avec des ports de pêche sur ses côtes. Le principal attrait de cette région réside en sa géothermie, particulièrement active ici. C'est ainsi que l'on y trouve un haut lieu du tourisme (et même de la vie) en Islande : le lagon bleu. Ce lagon est une station thermale très fréquentée, avec une eau à 37 °C réputée bonne pour la santé, en particulier contre certaines maladies de peau, ceci grâce à la présence de silice (aussi responsable de la très caractéristique couleur bleue de l'eau) et d'algues. Un autre lac bleu célèbre de la région est Kleifarvatn, avec à proximité le site de Seltún et ses solfatares ou autres manifestations géothermiques.

### Vesturland

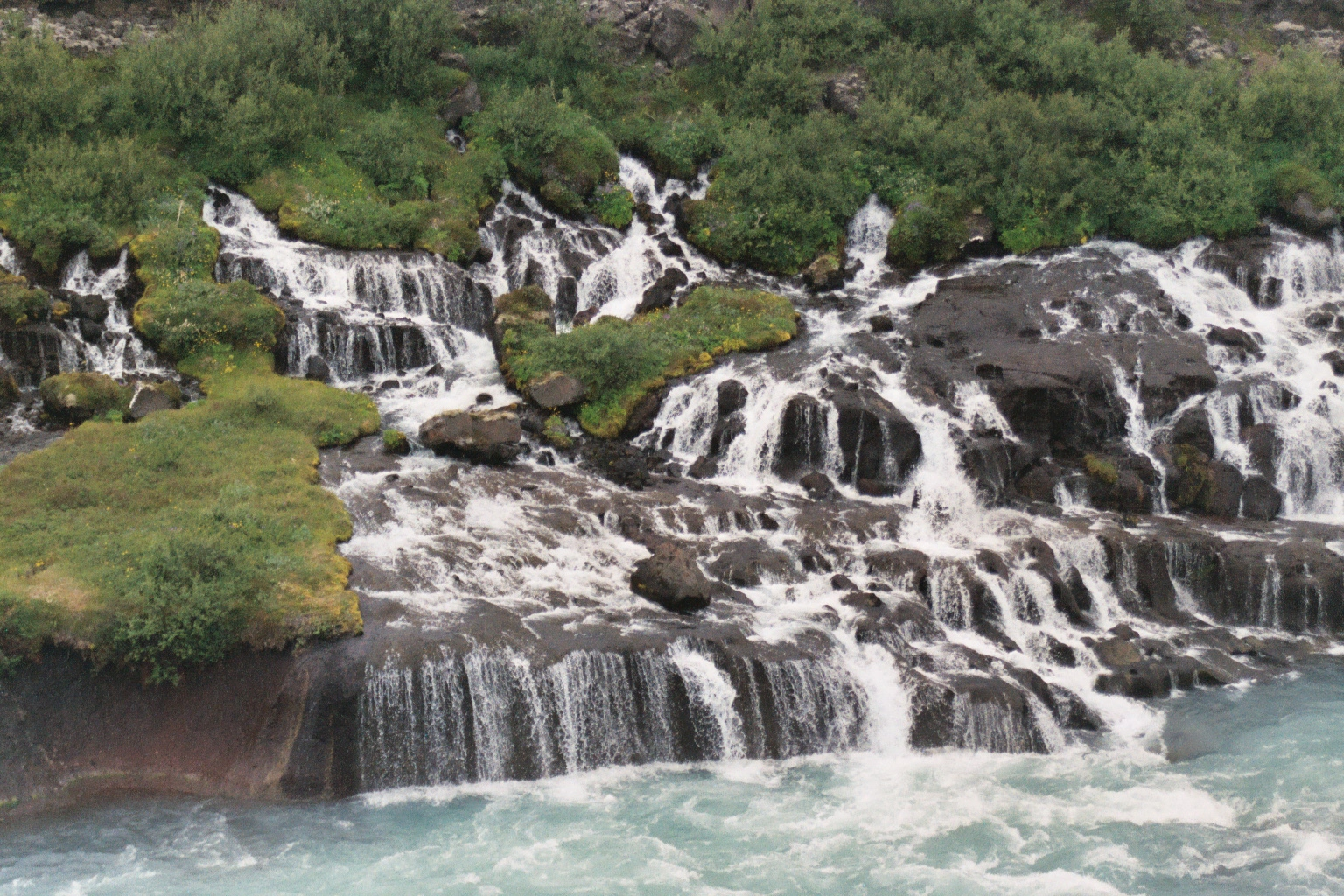
Les chutes de Hraunfossar.
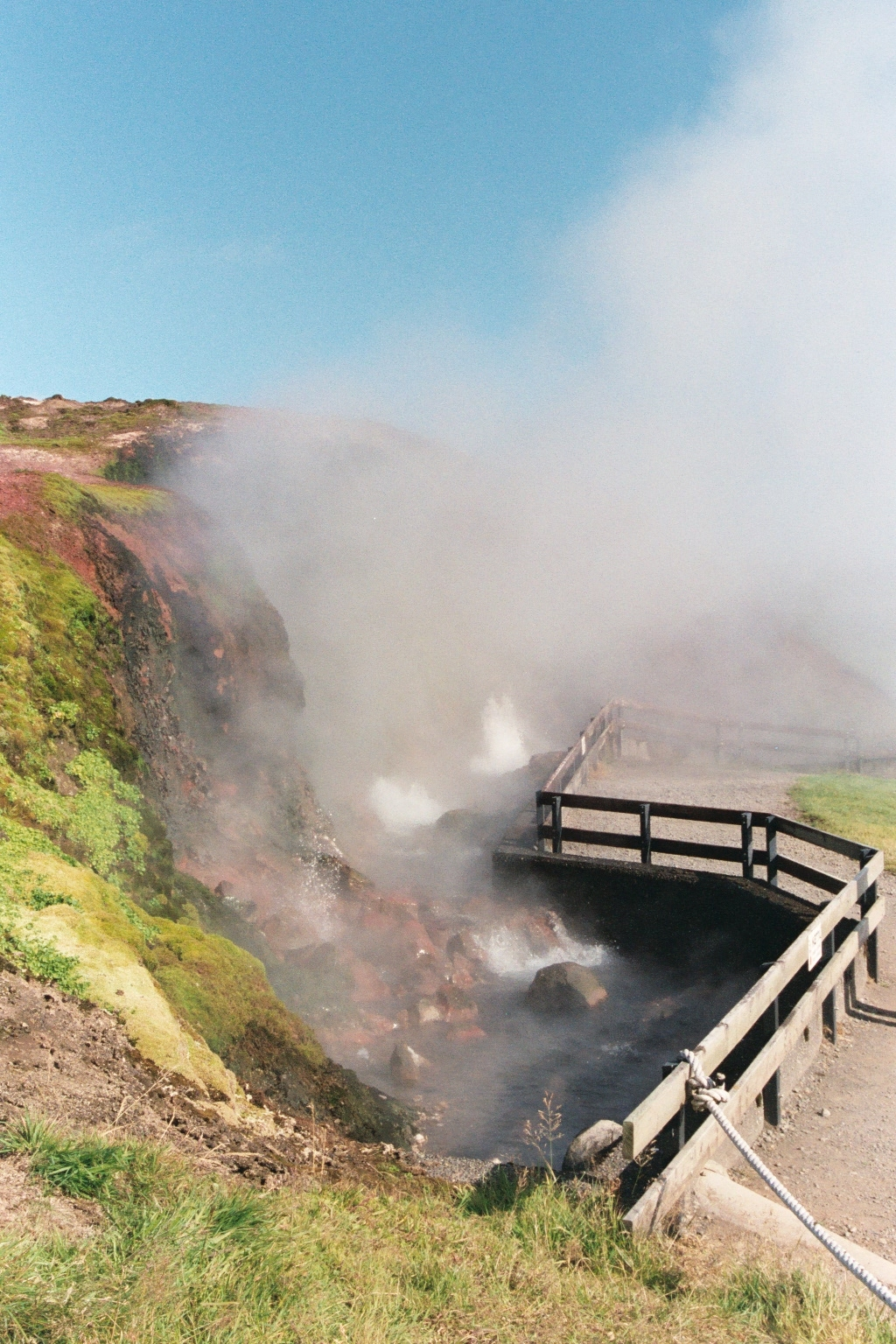
Les sources chaudes de Deildartunguhver.
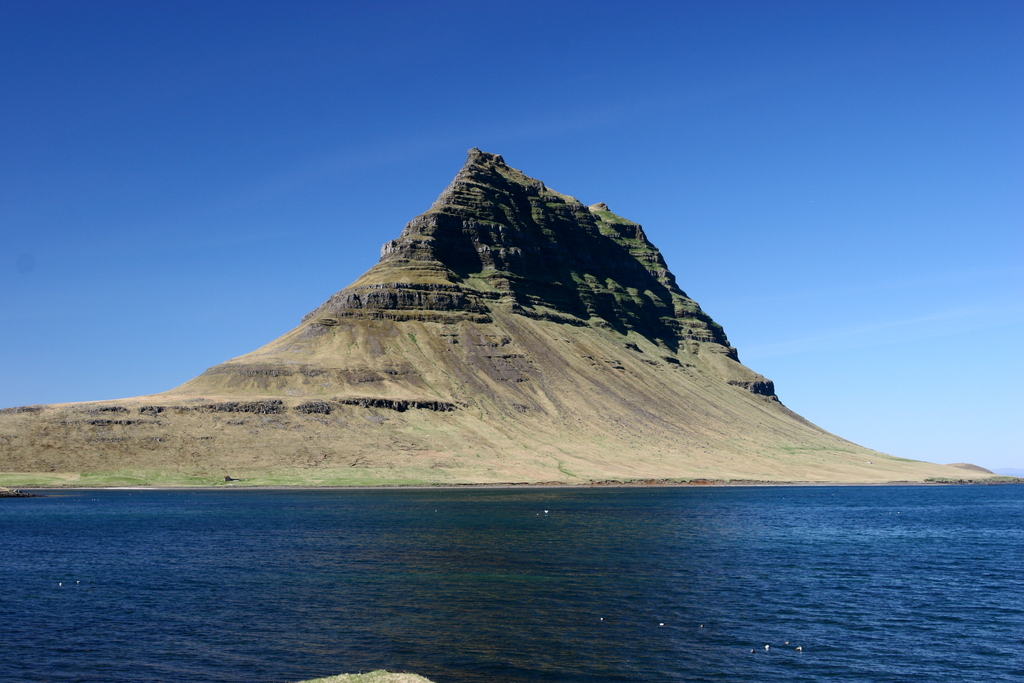
Le mont Kirkjufell.

La région de Vesturland possède de nombreux sites touristiques très variés. Du sud au nord peuvent se distinguer des zones particulières. Autour du Hvalfjörður, le paysage est essentiellement montagneux. Une des attractions les plus impressionnantes de la région est la cascade de Glymur située tout au fond du fjord : c'est la plus haute chute du pays, dévalant près de 200 m pour s'enfoncer dans un court mais impressionnant canyon. Cette région est moins visitée depuis la déviation de la route N1 par le tunnel sous le fjord.
Près de Borgarnes, le long de la vallée de la Hvítá, se trouvent beaucoup de jolis sites. Près de Reykholt se trouve la plus puissante source chaude du pays : Deildartunguhver avec en moyenne 180 litres par seconde à 97 °C. Après une course libre laissant tout le temps aux touristes de les contempler, elles sont captées pour chauffer les villes alentour. Plus en amont se trouvent les chutes de Hraunfossar et de Barnafoss. Si ces premières ne brillent pas par leur hauteur ou leur débit, c'est pour leur originalité qu'elles méritent le détour : l'eau sort sur plusieurs centaines de mètres directement de la lave en de nombreux petits filets d'eau. À une courte distance se trouvent les grottes de Surtshellir. Près de ces lieux se trouve la Kaldidalsvegur qui passe près du large volcan Ok, ainsi que les glaciers de Þórisjökull et Langjökull.
Plus au nord se trouve la péninsule de Snaefellsnes. Sa partie nord (délimitée par les crêtes montagneuses) est truffée de petits fjords et de jolies montagnes, dont la célèbre Kirkjufell près de Grundarfjörður, s'élevant presque comme une île à 463 m de haut. Sur cette face nord se trouve la ville de Stykkishólmur donnant accès par son port à la large baie de Breiðafjörður et ses innombrables îles. Sur la face sud de la péninsule s'étalent des falaises mortes (non en contact avec la mer) d'où chutent de frêles mais mignonnes cascades. La côte de cette face sud est parfois taillée de petites falaises laissant apparaître de jolies orgues basaltiques (en particulier près d'Arnarstapi (photo)). La pointe ouest de la péninsule est dominée par le Fujiyama islandais, le Snæfellsjökull, qui est principalement constitué du champ de lave de ses éruptions passées. Cette montagne de 1 446 m était le point d'entrée du « Voyage au centre de la Terre » de Jules Verne.
Au nord du Hvammsfjörður se trouve une péninsule montagneuse annonçant l'entrée dans la région des Vestfirðir.

### Vestfirðir («Les fjords de l'ouest»)

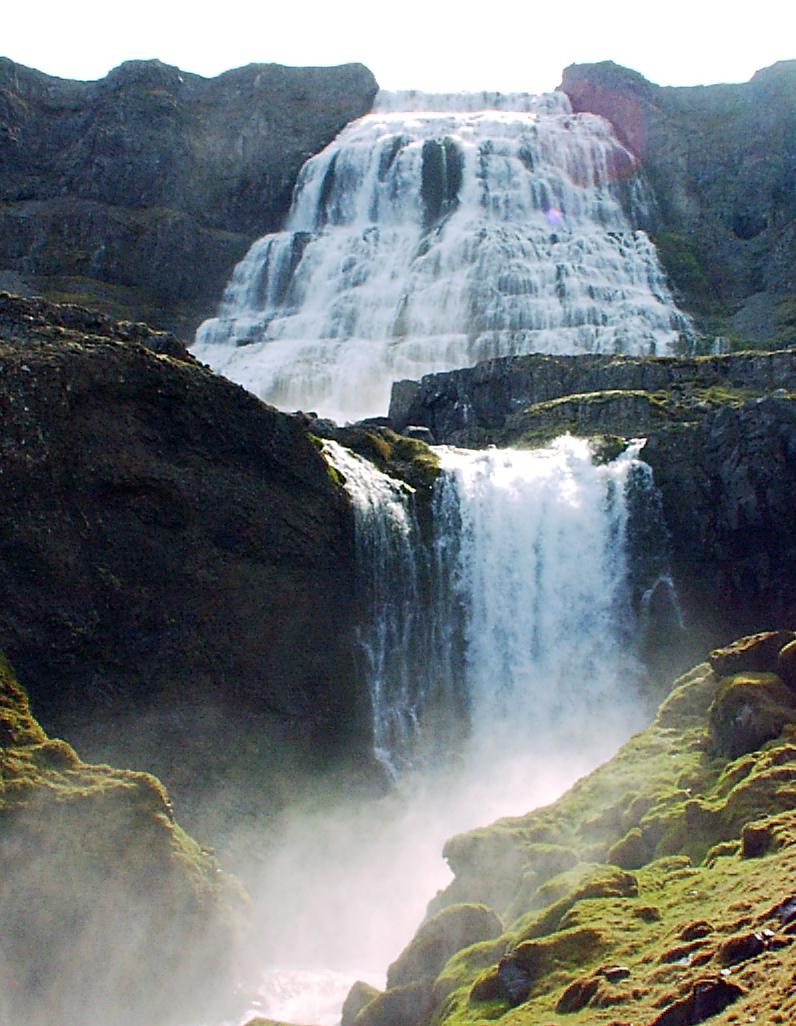
Les spectaculaires chutes de Fjallfoss ou Dynjandi.
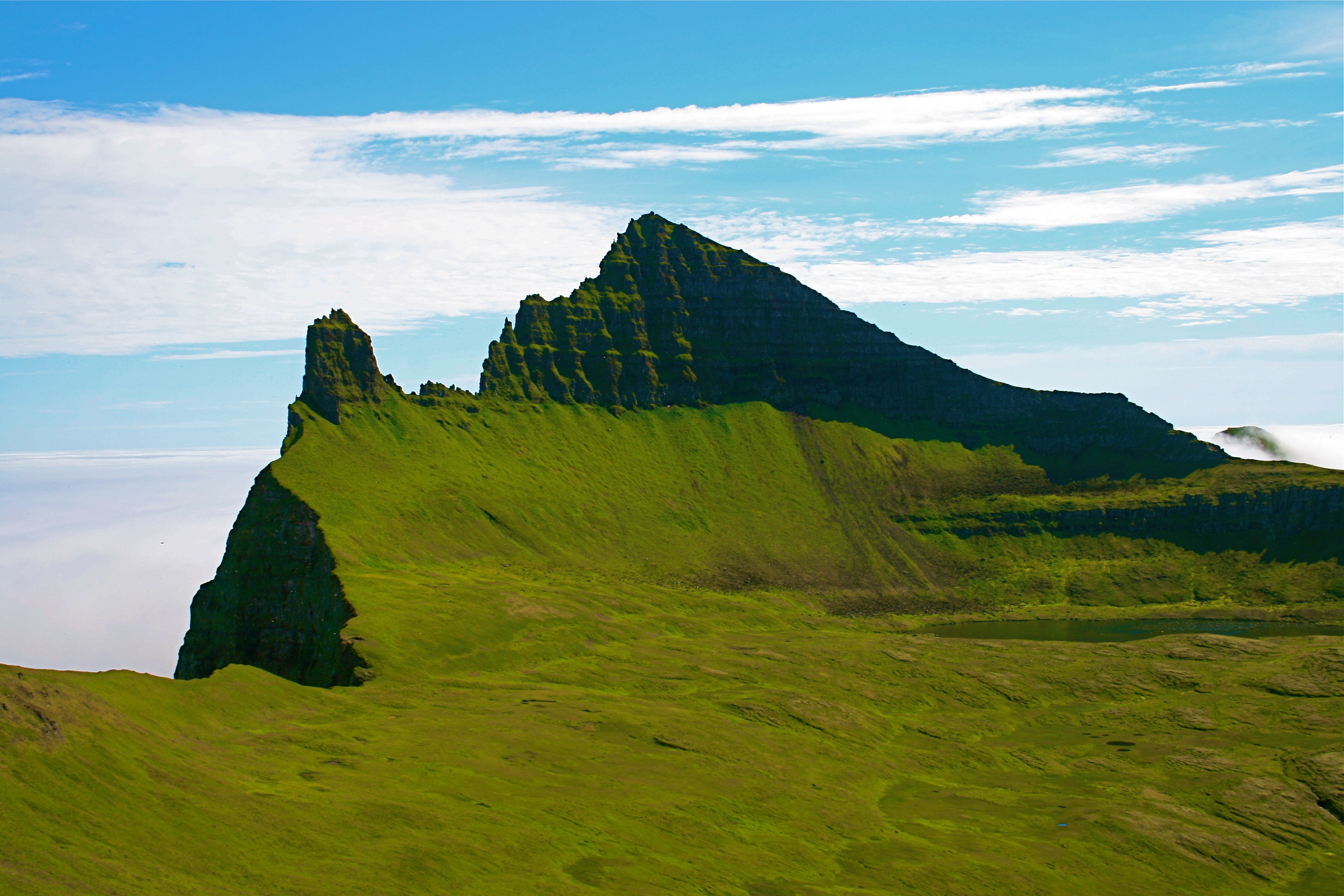
La falaise de Hornbjarg, en Hornstrandir.
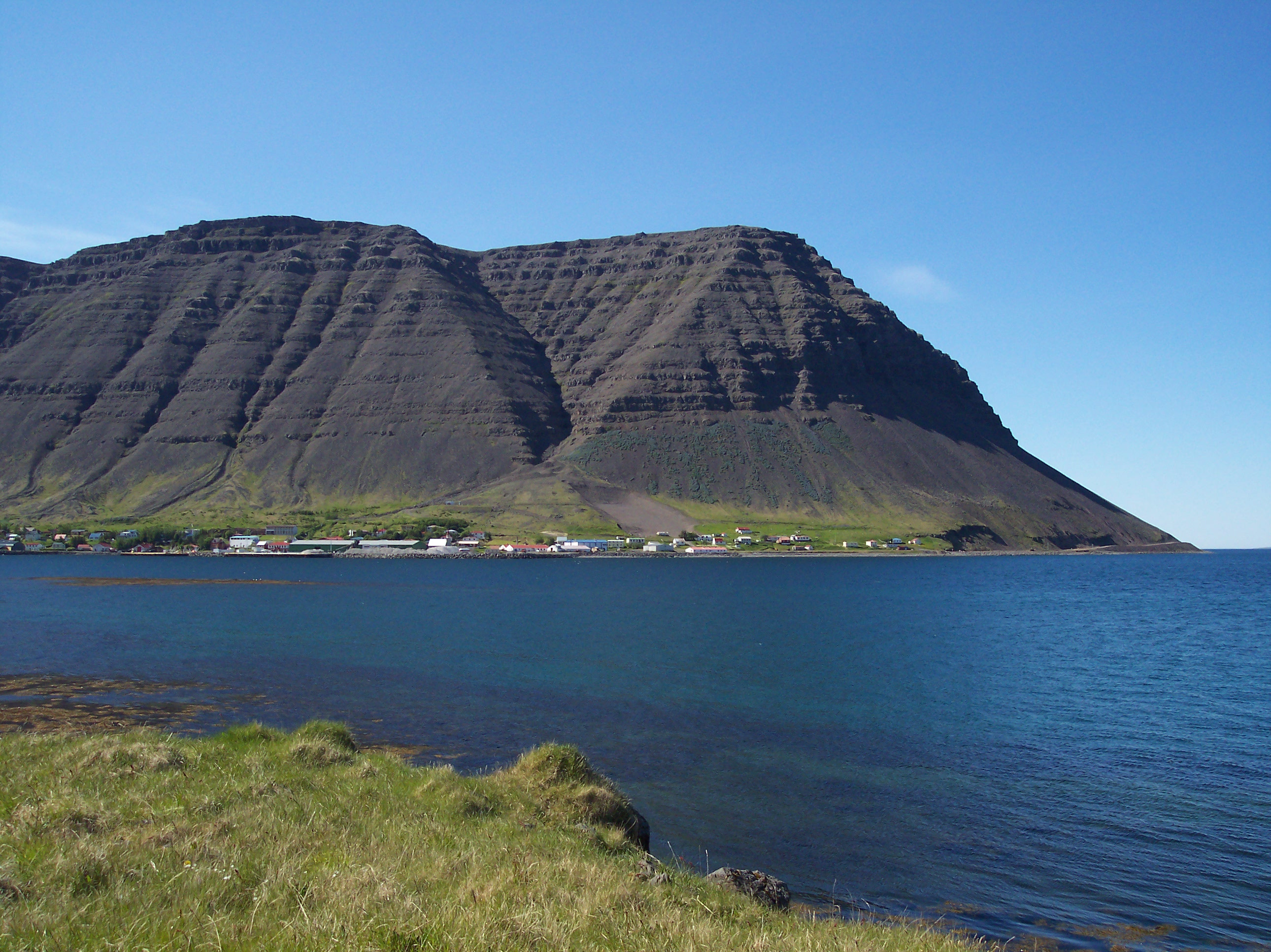
Une ville entre la montagne et la mer : Bíldudalur.

Vestfirðir est une immense péninsule montagneuse déchiquetée par de nombreux fjords la coupant parfois sur plus de la moitié de sa longueur. Il s'agit d'un immense plateau culminant à près de 1 000 m, profondément entaillé par des vallées glaciaires. La région est coupée classiquement en 3 zones du nord au sud, séparées par les longs fjords d'Arnafjörður et d'Ísafjarðardjúp. Aussi merveilleuse et grandiose soit-elle, le tourisme reste faible (mais est en plein essor) à cause de son isolement géographique.
La partie au sud de l'Arnafjörður est de hauteur modérée. Le site le plus connu de cette zone est la falaise de Látrabjarg. D'une hauteur maximale de 444 m, ces falaises constituent un abri pour des millions d'oiseaux, en faisant la falaise la plus peuplée d'Europe. La ville de Brjánslækur constitue un bon relais vers le sud grâce au ferry la reliant à Stykkishólmur. La côte ouest possède quelques-unes des rares plages de sable blanc de l'Islande, donnant parfois aux paysages des allures d'îles du Pacifique.
En montant vers le nord, on croise la perle de la région : Dynjandi. Cette cascade chute le long de la paroi sur une hauteur d'environ 100 m en s'évasant à la base et est probablement une des plus belles cascades d'Islande. On entre ensuite dans la zone qui est parfois appelée les Alpes islandaises. En effet, cette zone est la plus élevée de toute la région avec un point culminant à 998 m (Mt Kaldbakur). La route se poursuit alors jusqu'à Ísafjörður en traversant des paysages tous plus grandioses les uns que les autres. Ísafjörður est la capitale de la région avec ses 3 000 habitants et le cœur des transports, que ce soit par voie terrestre, maritime ou aérienne. La ville est située au cœur de son fjord, comme posée sur l'eau, dans un cadre fantastique avec les montagnes abruptes la cernant. La route partant vers le sud-est longe l'Ísafjarðardjúp et ses nombreux bras, rendant le trajet certes long, mais extrêmement sympathique.
De l'autre côté de ce très long et très large fjord se trouve la région d'Hornstrandir. Cette région fut désertée vers 1950 à cause de son isolement et des conditions très difficiles qui y régnaient. Toute la péninsule forme maintenant une grande réserve naturelle où l'on ne peut accéder que par bateau. C'est dans cette péninsule que l'on trouve le seul glacier de la région : le Drangajökull. Le site le plus visité de cette péninsule est incontestablement la falaise de Hornbjarg, probablement la plus belle falaise d'Islande et une des plus belles du monde. Cette falaise brille en effet déjà par sa hauteur (534 m), mais en plus, sa forme est à couper le souffle, car elle semble être une falaise dans les 2 sens (de la mer ou de la terre), comme une fine pellicule de roche formant une barrière entre la terre et la mer. La région est aussi appréciée pour la possibilité d'y observer des renards polaires.

### Norðurland vestra («Le nord-ouest»)

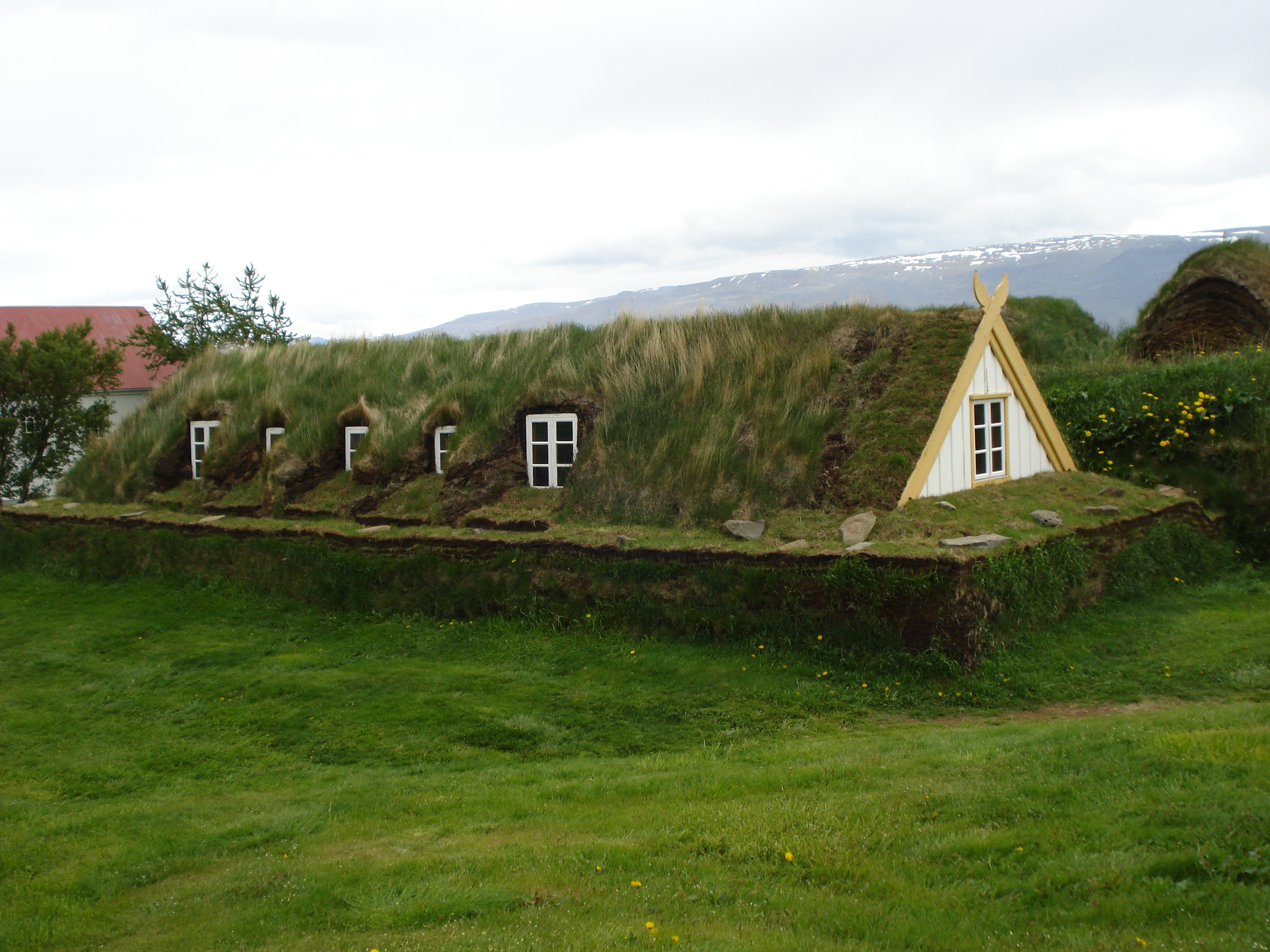
La ferme de Glaumbær.
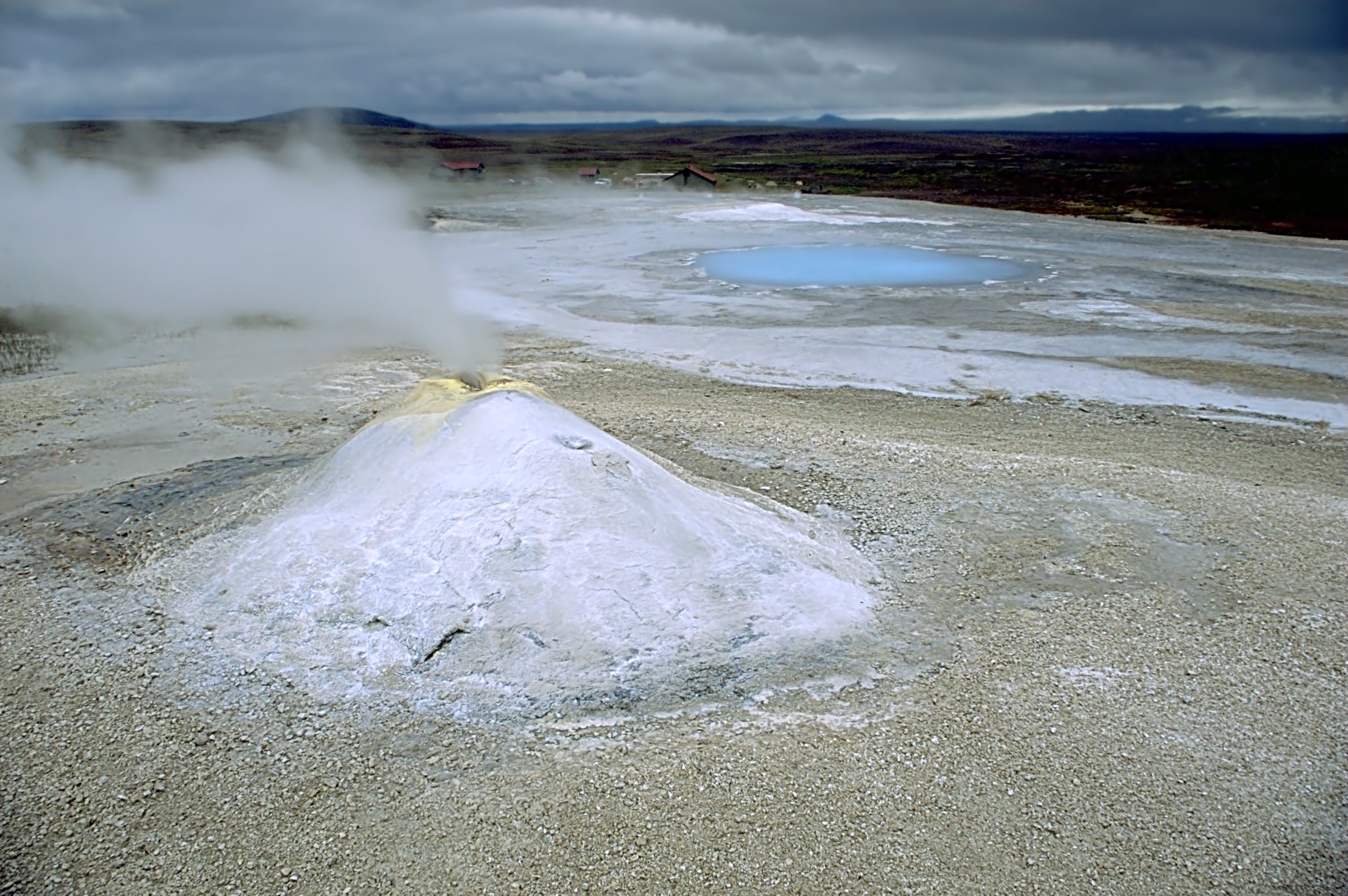
Le site de Hveravellir.

La région de Norðurland vestra n'est pas particulièrement touristique. Ce n'est pas qu'on n'y trouve aucun des éléments qui font le charme de l'Islande, mais plutôt qu'ils sont tous moins majestueux qu'ailleurs. Ici, les paysages sont doux : collines, lac, baies... On peut noter cependant quelques sites uniques. Dans la baie de Húnaflói, à l'est de la péninsule de Vatnsnes, se trouve Hvítserkur, un étrange rocher émergé abritant quelques oiseaux. On  trouve aussi quelques belles cascades comme celle de Kolugljufur et son canyon. Près de Varmahlíð se trouvent les fermes traditionnelles en tourbe de Glaumbær, qui sont un modèle du genre. C'est dans cette région que se situe le point de départ (ou d'arrivée) d'une des plus belles pistes des Hautes Terres d'Islande : Kjalvegur. En empruntant cette piste, on arrive à Hveravellir, à la frontière sud de la région. Ce site est remarquable par son activité géothermique. Cette route se prolonge vers la région Suðurland et les sites de Geysir et Gullfoss.

### Norðurland eystra («Le nord-est»)

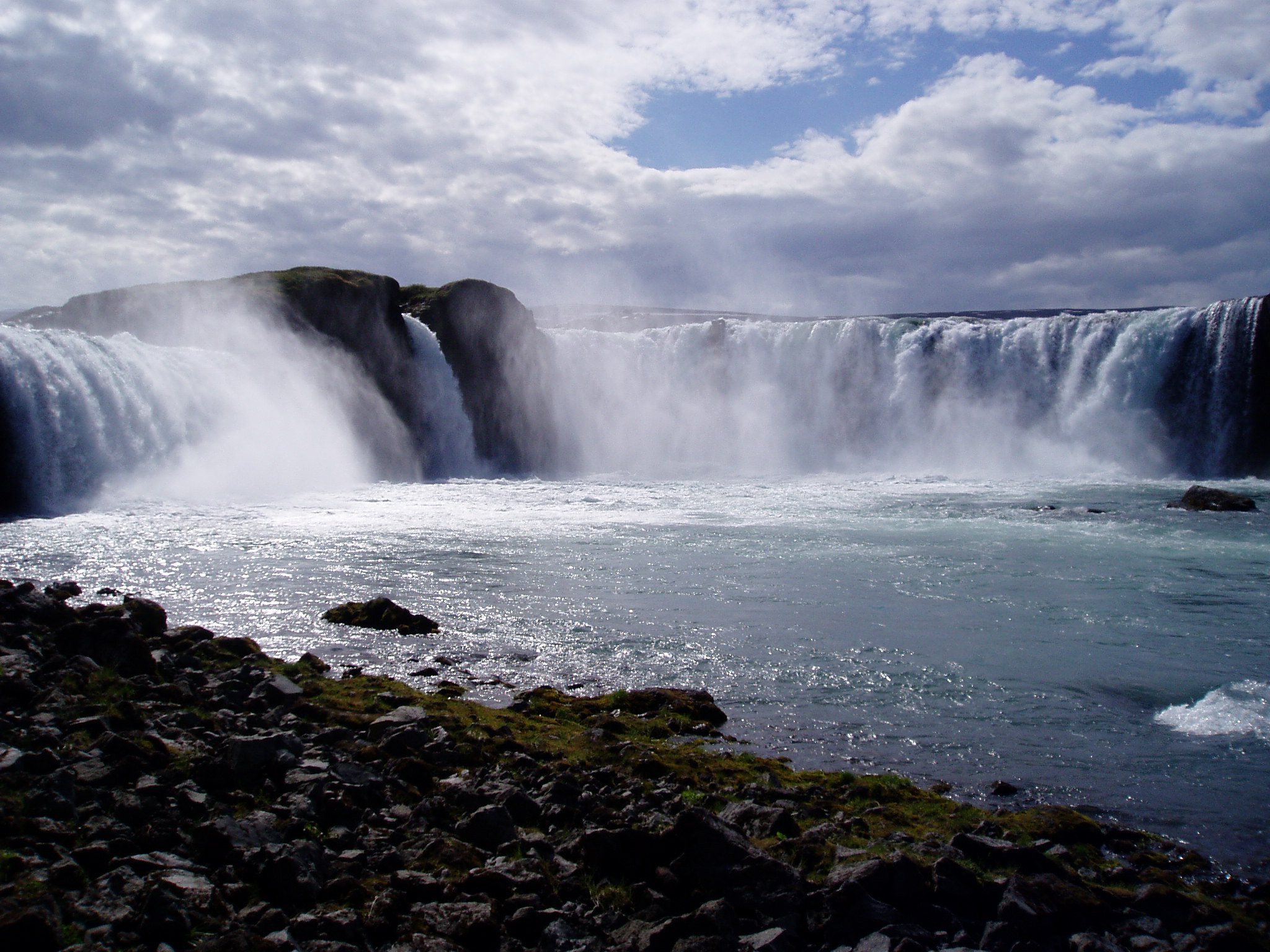
La chute des dieux: Goðafoss.
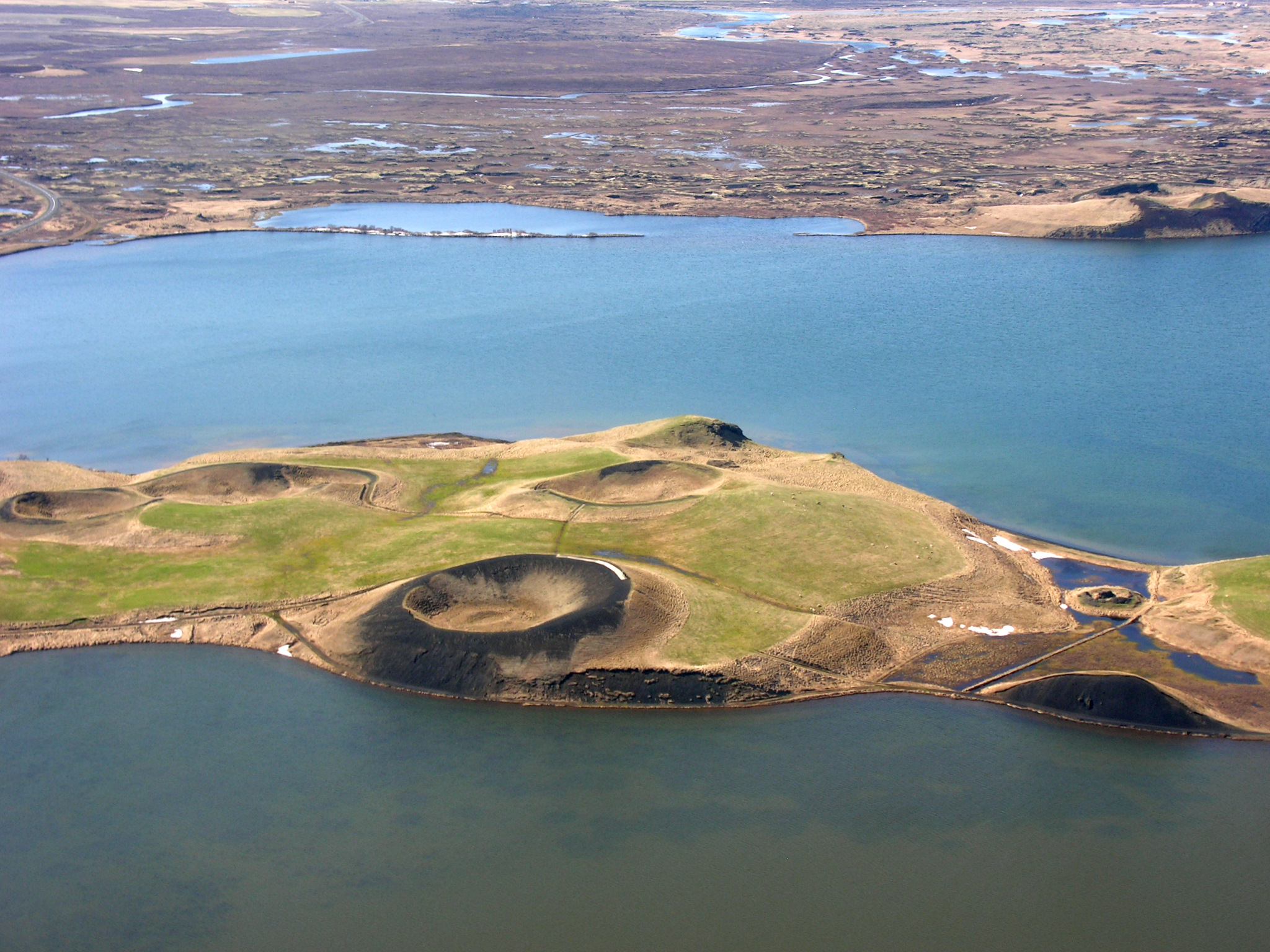
Quelques pseudo-cratères de Mývatn.

La région de Norðurland eystra possède un patrimoine touristique très important et très varié. Les sites sont souvent concentrés sur de petites zones, de sorte qu'il est possible d'en visiter certaines à pied.
La frontière avec la région de Norðurland vestra est marquée par un grand ensemble montagneux, dont les altitudes avoisinent les 1 000 m, découpé de vallées et de fjords, dont en particulier Eyjafjörður (« le fjord de l'île », en référence à Hrísey, située au milieu du fjord). Au flanc de ce très long fjord se trouve Akureyri, quatrième ville plus peuplée d'Islande et la plus importante en dehors de la région de Reykjavik. On peut profiter d'une halte ici, la ville étant le cœur des communications du nord de l'île, pour visiter quelques sites intéressants comme l'église d'Akureyrarkirkja où le centre-ville.
Sur la route du lac Mývatn, on peut admirer la célèbre chute de Goðafoss (« la chute des dieux »). La rivière Skjálfandafljót s'y élance en plusieurs bras d'une hauteur de 12 mètres. Elle se jetait déjà plus en amont dans la chute de Aldeyjarfoss, cernée d'orgues basaltiques et visible depuis la grande piste de Sprengisandur. Elle continue ensuite pour se jeter bien plus au nord dans la baie de Skjálfandi où se trouve la petite ville de Húsavík, célèbre pour son centre d'observation des baleines.
La région de Mývatn regroupe un grand nombre d'attractions touristiques. Le Mývatn lui-même est un grand lac peu profond (4 mètres maximum) qui doit son nom aux très nombreux moucherons, dont se régalent les canards, eux aussi nombreux sur le lac. Un des charmes de ce lac provient des pseudo-cratères, comme on peut les observer près de Skútustaðir. Légèrement à l'est du lac se trouve le champ de lave de Dimmuborgir, dont les formes particulières ont fait la réputation du site. Cette région est en effet située sur la dorsale atlantique, d'où de nombreuses manifestations géologiques. La faille est visible un peu plus au nord et on peut même y entrer au niveau des grottes de Grjótagjá, au cœur desquelles se trouve de l'eau chaude où il était possible de se baigner avant que la température n'y devienne trop élevée. Non loin de là, on peut apercevoir le large cratère de Hverfjall, d'où on jouit d'une vue panoramique sur le lac. Encore plus au nord se situent deux grands sites géothermiques : Hverarönd et Krafla. Ces deux sites présentent des couleurs ocre très marquées et une abondance de phénomènes comme de la boue en ébullition, des mares bouillantes... Près de Krafla, on peut accéder à un champ de lave encore chaud et fumant : Leirhnjúkshraun.
À quelques kilomètres au nord-est de Mývatn se trouve le canyon de Jökulsárgljúfur, dans le parc national du même nom. Cette gorge est souvent considérée comme le Grand Canyon islandais. Le fleuve Jökulsá á Fjöllum se jette dans plusieurs chutes extrêmement impressionnantes : Hafragilsfoss, Selfoss et surtout Dettifoss. Cette dernière, avec ses 40 mètres de haut et ses 100 mètres de large, et un débit maximum de 500 m3/s, est considérée comme la plus puissante d'Europe. Ce canyon attire aussi les touristes par ses paysages très particuliers, de la couleur rouge de la colline Rauðhólar aux paysages chaotiques, en passant par les orgues basaltiques omniprésents sur les parois de la gorge. À l'extrémité nord du parc se trouve Ásbyrgi, un canyon en forme de fer à cheval, creusé par la Jökulsá, puis abandonné par celle-ci. On y trouve une des rares forêts de l'île.
En remontant la Jökulsá á Fjöllum jusque dans les Hautes Terres d'Islande, on arrive au site de Herðubreið. Ce volcan a une forme tabulaire très caractéristique : le sommet est presque plat, formant un disque, et les parois sont très abruptes. Tout autour se trouve l'oasis Herðubreiðarlindir, havre de verdure dans le désert noir. Plus loin sur la piste se trouve la caldeira d'Askja, avec le grand lac bleu d'Öskjuvatn et celui de Víti, plus petit et laiteux. Il est coutume de se baigner dans ce dernier, ses eaux atteignant environ 25 °C. Près du campement d'Askja se trouve la gorge de Drekagil, « la gorge du dragon », réputée pour son ambiance très étrange, lunaire, avec ses pitons basaltiques s'élançant dans les airs et son sol recouvert de pierre ponce.

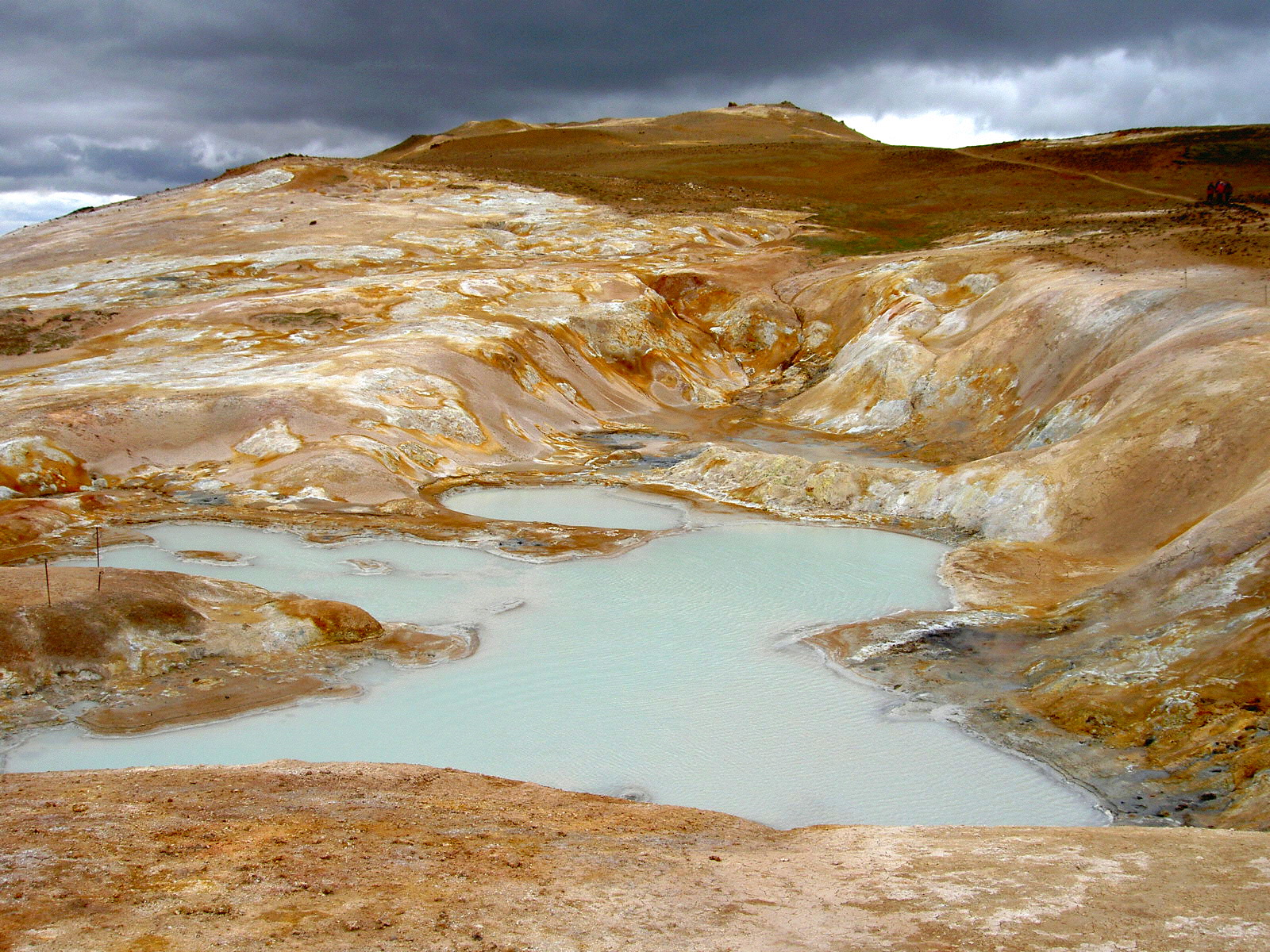
Un lac à haute température à Krafla.
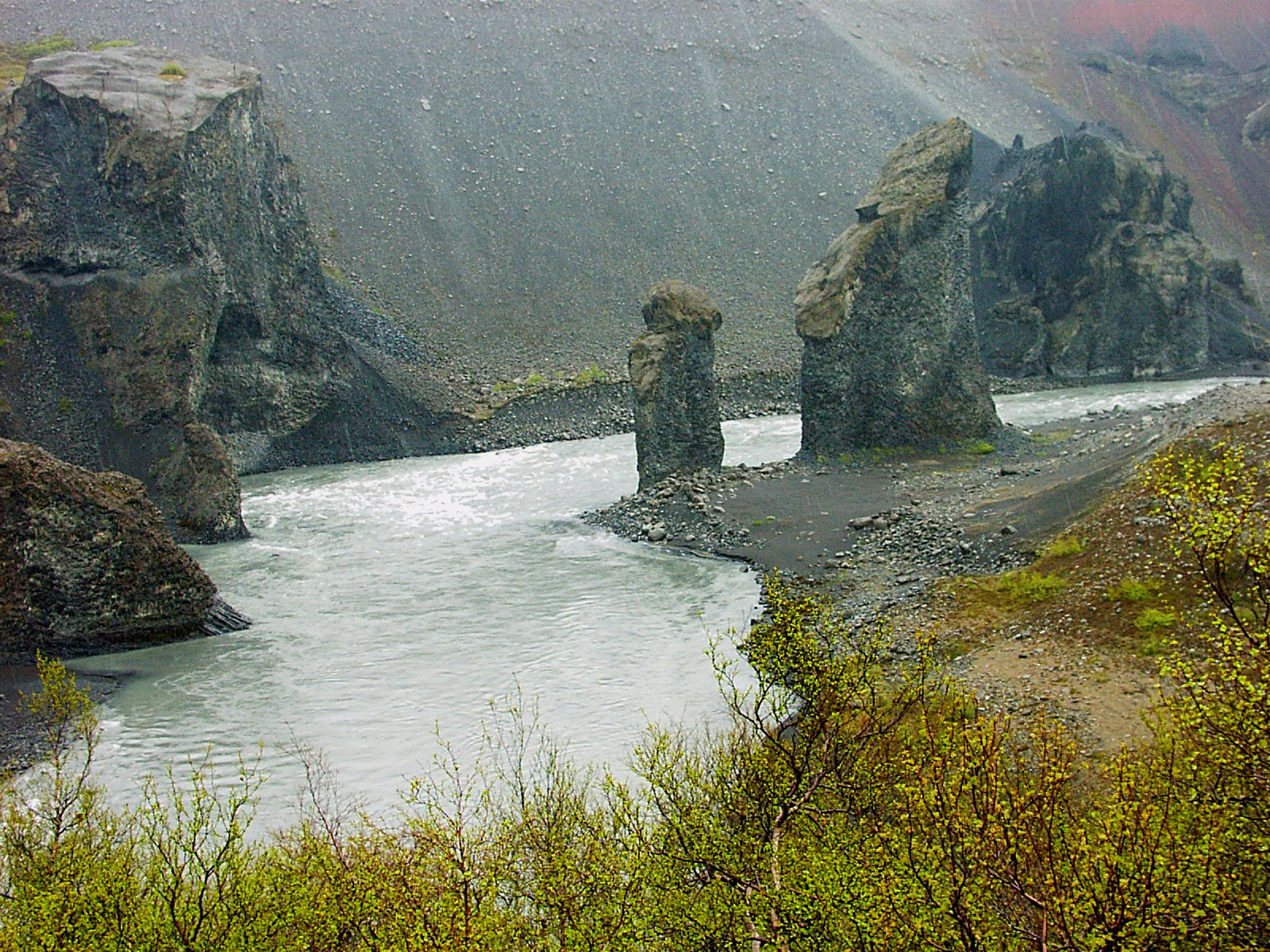
Paysage chaotique au pied de Rauðhólar.
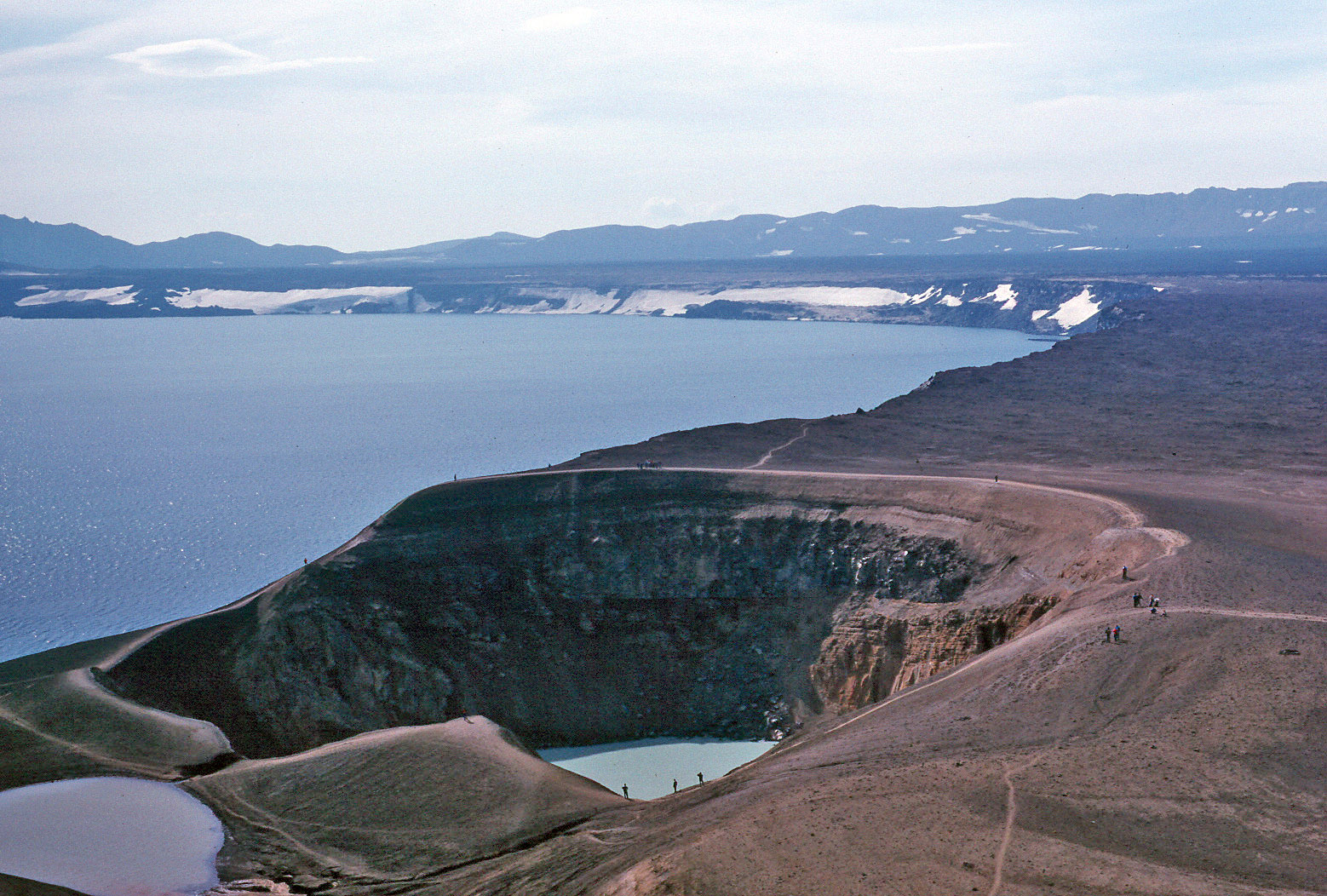
Les deux lacs d'Askja.

### Austurland («L'est»)

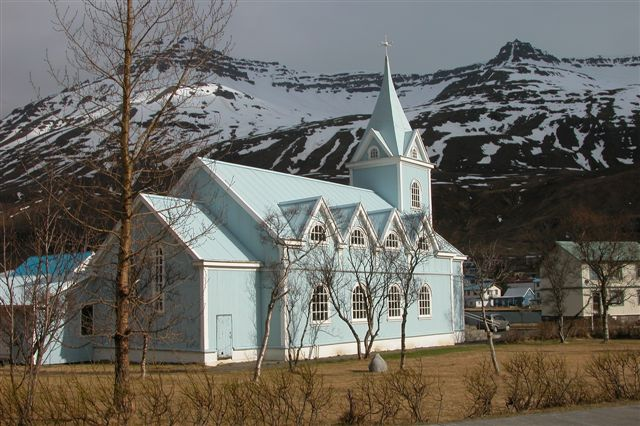
L'église bleue de Seyðisfjörður.
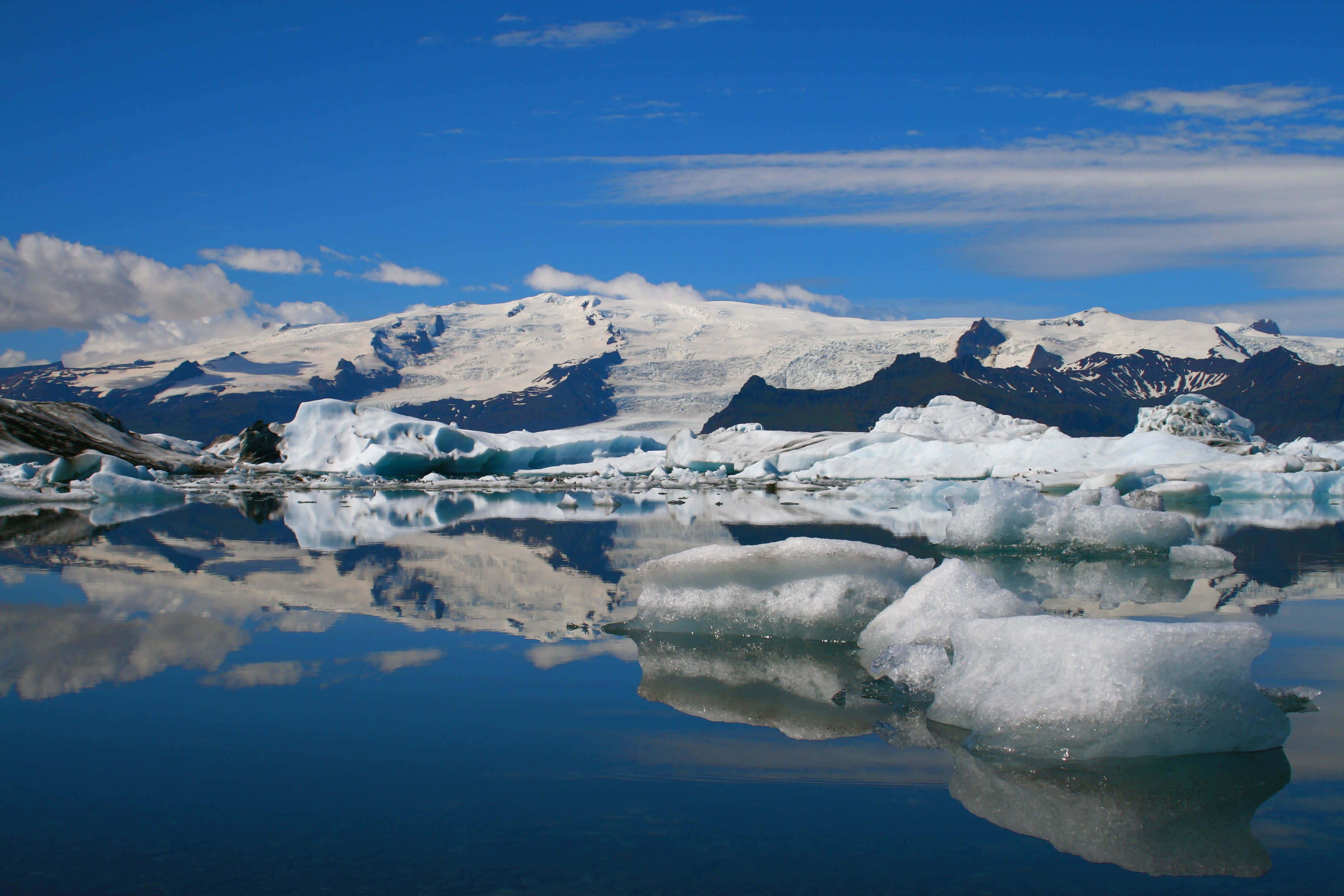
Le Jökulsárlón.
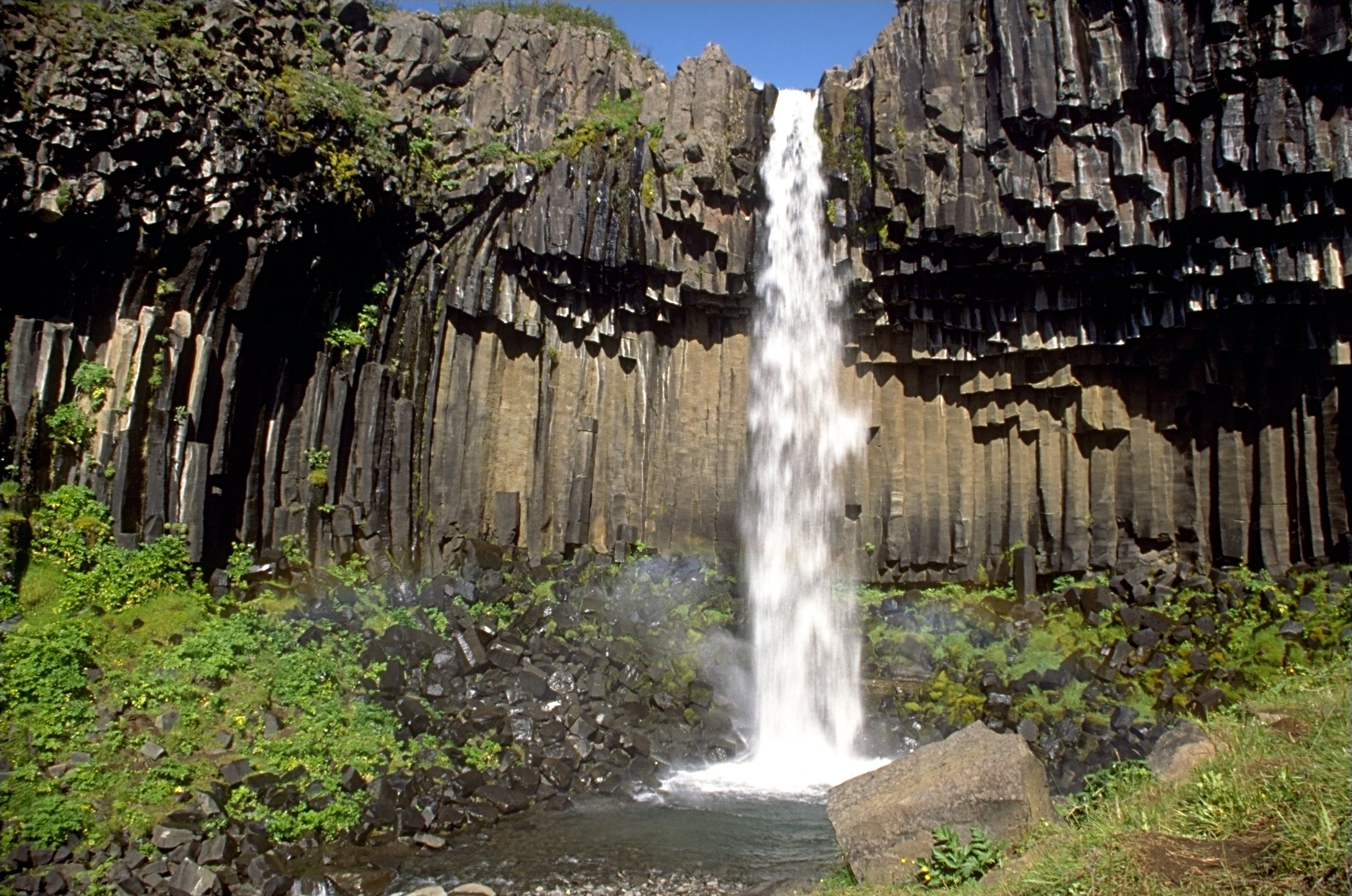
La cascade Svartifoss est la plus populaire des attractions de l'ancien parc national de Skaftafell.

L'est, Austurland, est une des régions les moins peuplées d'Islande. C'est essentiellement une région montagneuse, découpée par des fjords au fond desquels se trouvent de petits villages de pêcheurs.
On trouve dans la partie nord-ouest de cette région un petit musée folklorique : Bustarfell, près de Vopnafjörður. Le musée se tient dans de petites maisons traditionnelles à toit en tourbe et raconte l'histoire de l'agriculture et de la vie à la ferme. Plus à l'est est la vallée de la Lagarfljót. On trouve dans cette vallée la plus grande ville de la région, Egilsstaðir, regroupant l'essentiel des services de la région. Plus en amont se trouve la plus grande forêt d'Islande, Hallormsstaðarskógur, et encore plus en amont, sur la rive ouest de la rivière, se trouve une des plus hautes cascades d'Islande : Hengifoss. La rivière chute de 118 m dans un cadre d'orgues basaltiques, puis chute à nouveau de quelques mètres dans la cascade Litlanesfoss.
Toute la partie est de cette région est, comme dit précédemment, constituée de montagnes et de fjords. Une des plus célèbres montagnes est le mont Dyrfjoll avec ses 1 136 m de haut. Son nom signifie la « montagne porte » et c'est en effet la porte des fjords de l'est, étant la pointe nord de cette chaîne. Parmi les villes importantes de ces fjords se trouve Seyðisfjörður. En effet, cette petite ville est le point d'arrivée du  ferry « Smyril line » en provenance des îles Féroé et du Danemark. C'est le seul moyen d'arriver en Islande avec sa propre voiture. La route N1 suit la plupart de ces fjords (la partie sud au moins) et est donc un moyen de visiter la zone.
Entre le Vestrahorn et l'Eystrahorn se trouve une réserve appréciée des randonneurs : Lónsöræfi. Il existe plusieurs chemins de randonnée au départ de Stafafell qui permettent d'explorer ces montagnes aux couleurs magnifiques (rappelant le Landmannalaugar). Une des grandes randonnées permet de relier en 4 à 6 jours la réserve au Snaefell (à ne pas confondre avec celui en Vesturland).
Plus au sud se trouve une des merveilles de l'Islande : le fameux Jökulsárlón. Ce site est un lagon dans lequel se jette une langue glaciaire, qui va alors l'alimenter en icebergs. Il existe deux autres lacs du même genre à proximité : Fjallsárlón et Breiðárlón, mais ils ont moins d'icebergs et sont de taille inférieure.
À l'est de ce lac, de l'autre côté du plus haut sommet d'Islande, le Hvannadalshnjúkur, se trouve l'ancien parc national de Skaftafell, aujourd'hui inclus dans celui du Vatnajökull. Ce parc est aussi un lieu apprécié des randonneurs, mais est bien plus fréquenté que la réserve naturelle de Lónsöræfi. Les attractions majeures de ce parc sont la langue Skaftafellsjökull, la vallée de Mórsárdalur et la cascade Svartifoss, cernée d'orgues basaltiques. À l'accueil du parc se situe un petit musée gratuit expliquant la géologie de la région et rappelant le jökulhlaup de 1996.

### Suðurland («Le sud»)

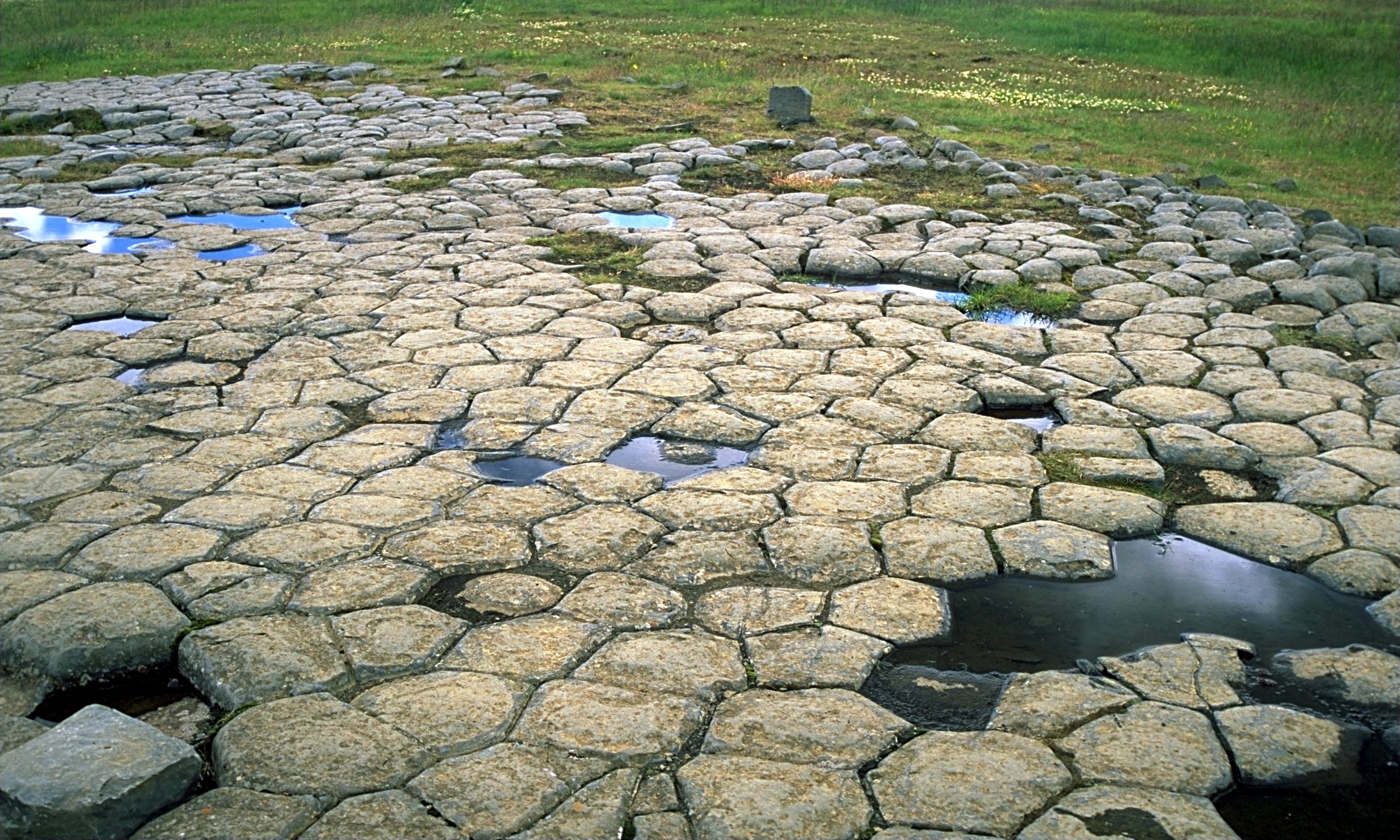
Kirkjugólf.
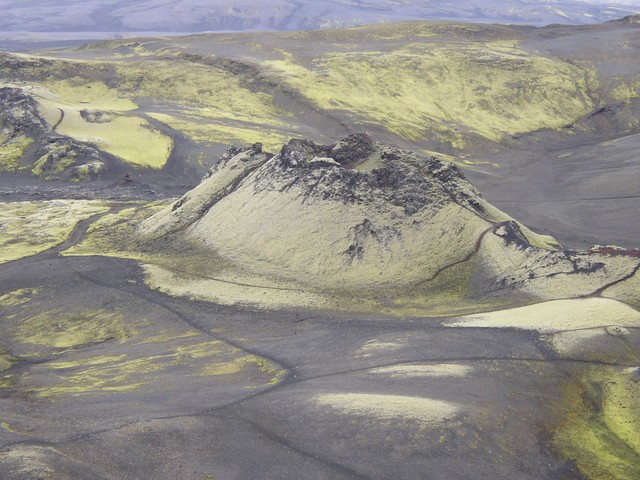
Les Lakagígar.
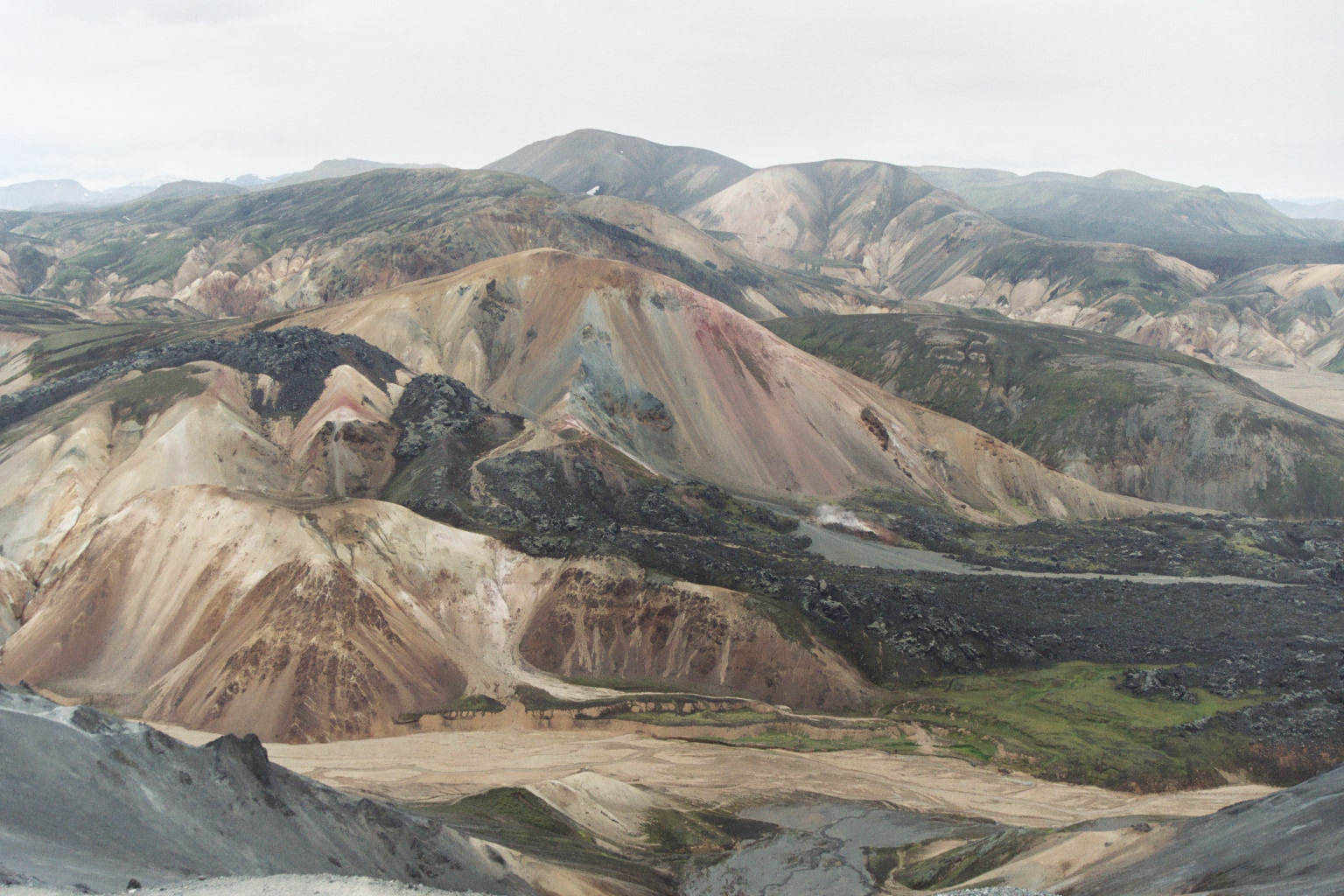
Le Landmannalaugar.

La grande région sud, Suðurland, est de loin la région la plus touristique d'Islande. Ceci est dû à sa proximité avec Reykjavik et donc sa grande accessibilité, mais aussi à la grande diversité de paysages que l'on y trouve. Voici un détail des principaux attraits touristiques d'est en ouest, mais cette région ne pourrait être résumée qu'à des sites ponctuels : c'est une région où l'errance est le meilleur des chemins.
En suivant la route 1 de Skaftafell à Reykjavik, on croise rapidement le hameau de Nupsstaður. C'est un petit village traditionnel avec ses maisons aux toits en tourbe et en particulier la magnifique petite église. Le village est situé dans un environnement grandiose, dominé par Lomagnupur, la plus haute falaise d'Islande (600 m).
En continuant, on arrive au village de Kirkjubæjarklaustur. Ce village possède un bel environnement (comme toute la côte sud), avec en particulier des sites comme Kirkjugólf ou la cascade de Sytrafoss. Mais c'est surtout le point de départ pour certains des plus beaux sites des Hautes Terres d'Islande. Ainsi, la route F206 permet d'accéder aux Lakagígar en passant par la magnifique cascade Fagrifoss (« jolie cascade ») et les canyons de Fjaðrárgljúfur et Múlagljúfur. Les Lakagígar sont une chaîne de cratères résultant d'une des plus grandes éruptions qu'a connues la planète et est aujourd'hui un site apprécié des touristes.
Entre Kirkjubæjarklaustur et Vik se trouve le départ d'une autre piste des Hautes Terres, menant à un des plus beaux sites du pays : le Landmannalaugar. Le Landmannalaugar est une région où le volcanisme acide a créé des montagnes aux couleurs allant du vert au rouge en passant par l'ocre, le jaune et le bleu. Ce site possède énormément de chemins de randonnée, allant de 1 h à plusieurs jours. L'exemple le plus célèbre est certainement la Laugavegur, le plus populaire trek d'Islande s'effectuant normalement en 4 jours entre le Landmannalaugar et Þórsmörk. La route menant au Landmannalaugar passe par Eldgjá où se trouve la jolie cascade Ófærufoss. Tout proche du Landmannalaugar se situent de jolis cratères, dont le plus célèbre est Ljótipollur.

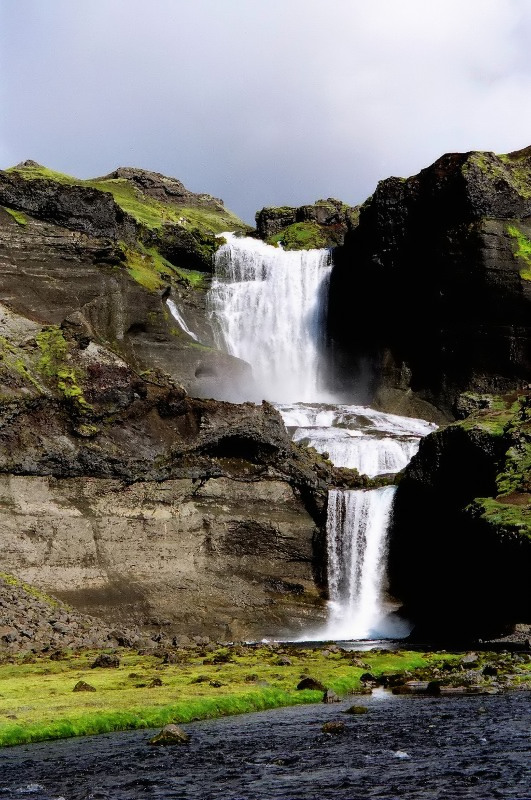
Ófærufoss.
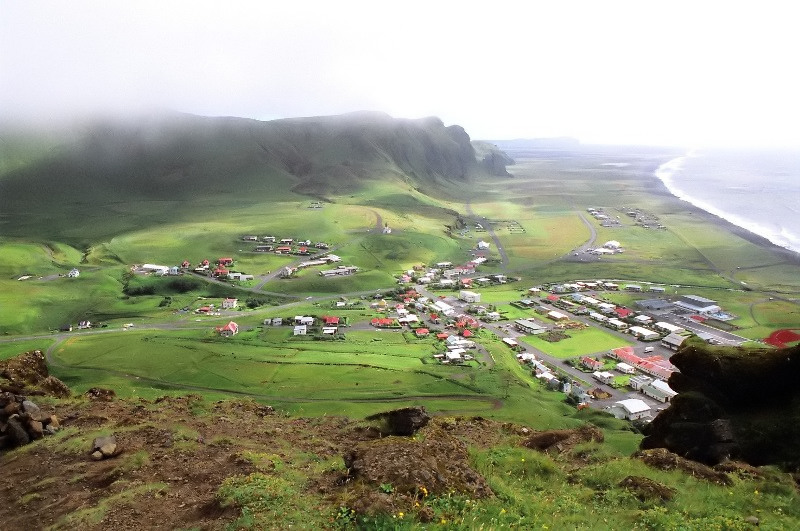
Vik vue de la falaise ouest.
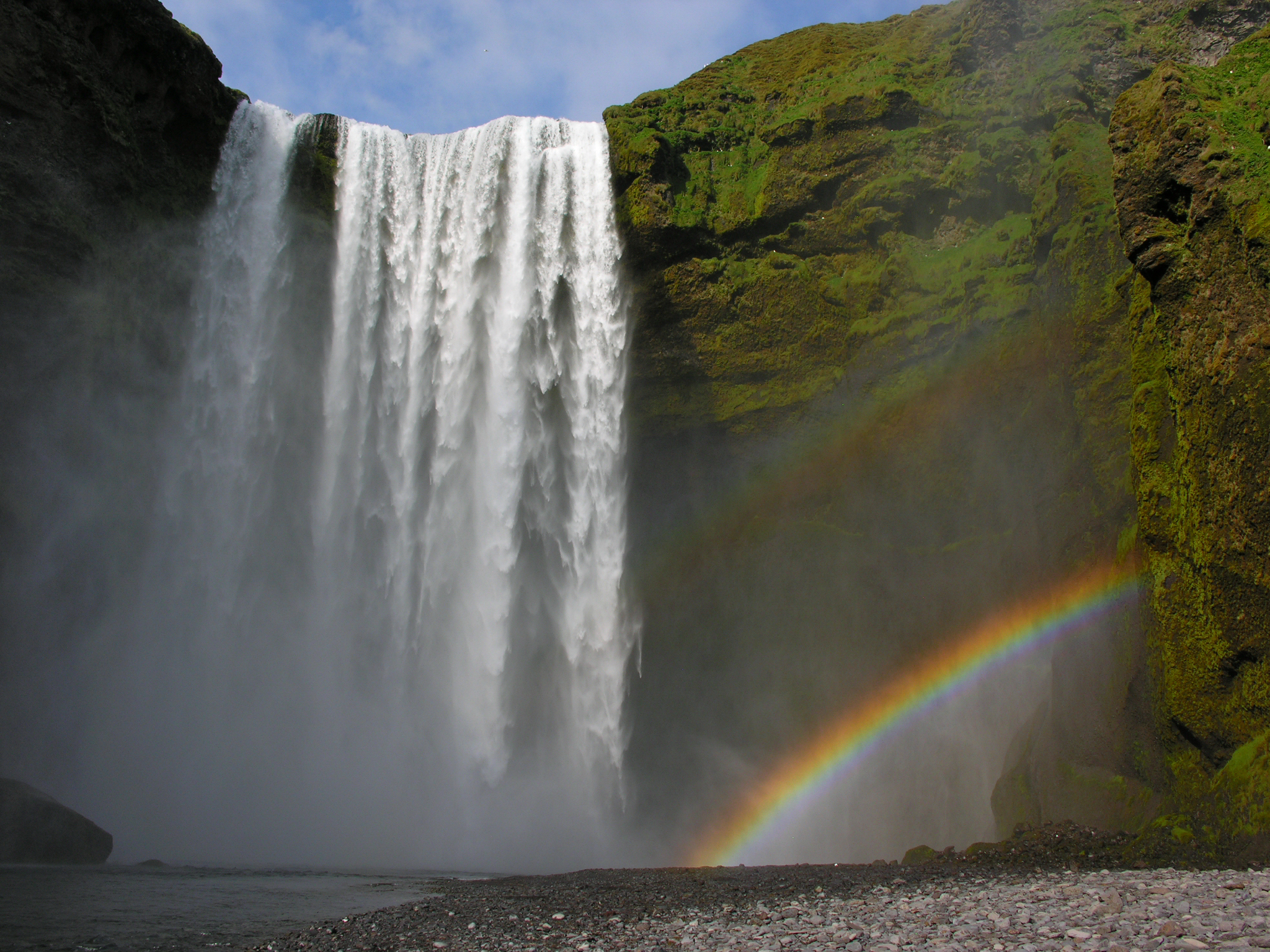
La cascade Skógafoss.

Du haut de ses 300 habitants, Vik est la plaque tournante du tourisme au sud de l'île. C'est un magnifique petit village, au cadre idyllique (la pluie en plus). Il est cerné de falaises sur 3 côtés et par une splendide plage de sable noir de l'autre. À proximité se trouvent les sites de Reynisdrangar (des « trolls pétrifiés » dans la mer), Reynisfjara (une falaise d'orgues basaltiques), Dyrhólaey ou l'Étretat Islandais et bien sûr la petite église de Vik perchée sur sa colline.
De Vik à Seljalandsfoss, la route longe de belles falaises d'où chutent un nombre incalculable de cascades, avec en particulier la célèbre Skógafoss et toutes les cascades que l'on peut voir en remontant le cours de cette rivière (une vingtaine, dont plusieurs loin d'être ridicules). On trouve aussi sur cette côte un des glaciers les plus accessibles : Sólheimajökull. De nombreuses expéditions sont proposées sur cette langue du Mýrdalsjökull pour tous ceux qui rêvent de marcher sur un glacier. C'est cependant loin d'être la plus belle langue glaciaire du pays. Cette partie s'achève sur Seljalandsfoss, une petite cascade très réputée grâce à la possibilité qu'elle offre de passer derrière.
Approximativement au sud de Seljalandsfoss, mais en pleine mer, se trouvent les îles Vestmann. C'est un site apprécié pour ses macareux, mais aussi pour la beauté des îles, érodées par la mer au point que certaines ne sont plus que des pitons rocheux. Heimaey est la principale de ces îles et la seule vraiment habitée (certaines autres ne possèdent qu'une maison).

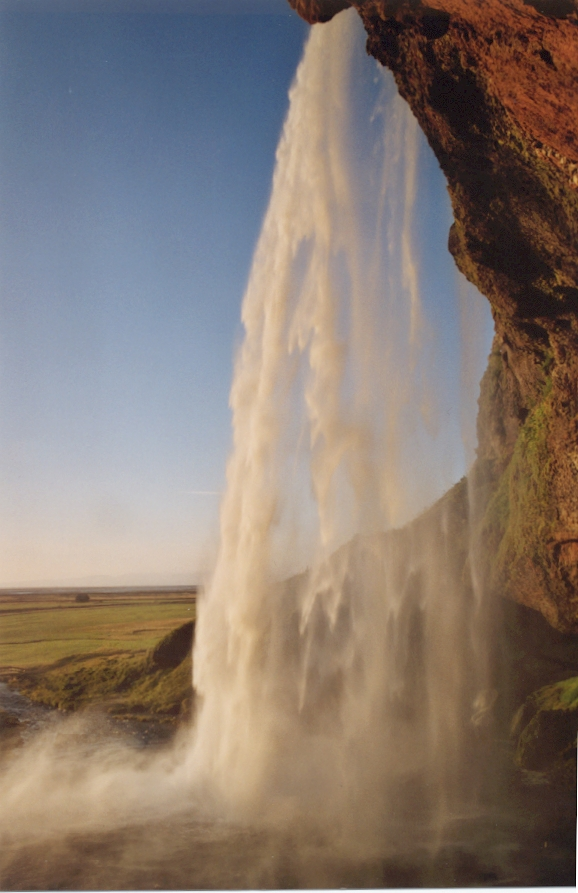
Seljalandsfoss vue de côté.
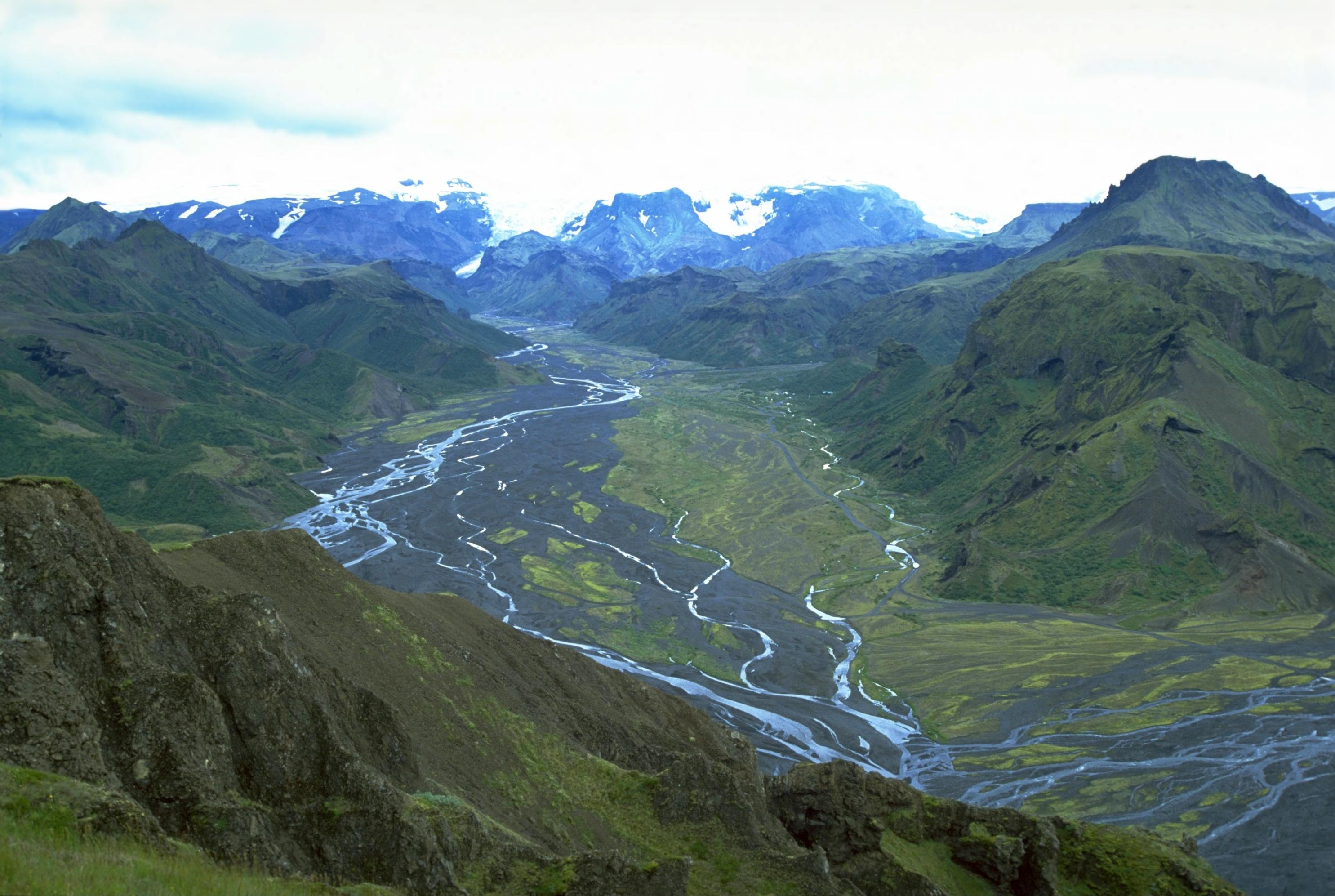
Þórsmörk vue d'en haut.
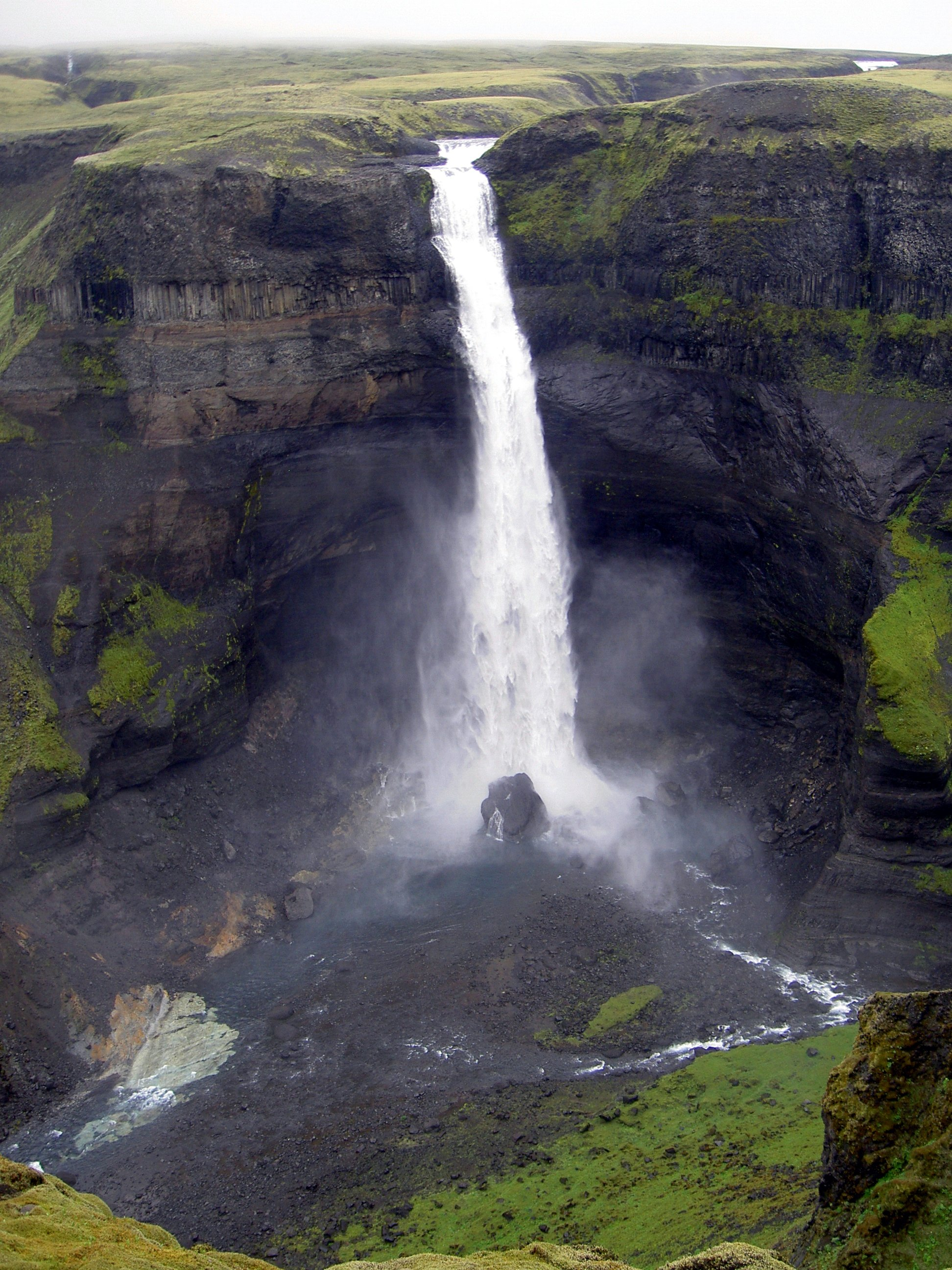
Háifoss.

De l'autre côté des montagnes, on trouve la vallée préférée des Islandais : Þórsmörk. Ce site est situé entre 3 glaciers, mais possède pourtant une des végétations les plus « luxuriantes » d'Islande avec une petite forêt de bouleaux nains. De nombreuses marches sont possibles aux alentours. On peut accéder à cette vallée à pied à partir du Landmannalaugar ou de Skógafoss en passant par le col de Fimmvörðuháls. Pour ceux voulant s'y rendre en voiture, il faus savoir que juste devant le site, on doit traverser la puissante Krossá à gué, ce qui n'est déjà pas évident en 4x4. En revanche il y a un pont pour les piétons, on peut donc laisser la voiture plus loin et traverser à pied.
Par la suite, la route N1 n'offre plus grand-chose à voir. Il faut entrer plus dans les terres, au niveau des grandes vallées du sud de l'Islande.
La vallée de la Þjórsá est la plus sauvage. On y trouve de nombreuses cascades dignes d'intérêt. Ainsi, le fleuve lui-même chute au niveau de Dynkur, avec un style très caractéristique. Non loin de ce fleuve se trouve la deuxième plus haute chute du pays : Háifoss. La rivière se sépare en 2 bras qui tombent tous les deux dans un profond canyon aux teintes rouges. Háifoss est la plus haute des deux avec 120 m, mais sa voisine Granni est splendide aussi. On trouve également à proximité du cours du fleuve une vieille ferme reconstituée : Stöng, à proximité de laquelle on trouve encore de petites cascades, dont  Hjálparfoss. Le mont Hekla, le volcan le plus actif d'Islande, domine toute cette région.
La vallée de l'Ölfusá/Hvítá est bien plus connue, et habitée. On y trouve deux des trois sites faisant partie du « Cercle d'or » : Geysir et Gullfoss. Gullfoss est un impressionnant duo de cascades sur la Hvítá (le plus puissant fleuve d'Islande). Le fleuve chute de 32 m en deux paliers, sur une largeur de 70 m. Son nom (chute d'or) est dû à l'arc en ciel qui pare la chute les jours de beau temps. La rivière s'enfonce ensuite dans un joli canyon. Geysir est situé à quelques kilomètres de là. C'est une zone géothermique très active, et qui a donné le nom « geyser ». Geysir au sens strict est un geyser quasiment inactif de nos jours, mais son voisin Strokkur éblouit les touristes avec un jet de 30 m toutes les 5 minutes. Il existe plusieurs petits sites dans la vallée, moins connus, comme le cratère Kerið, ou d'autres cascades et d'autres sites géothermiques. Le dernier site qui constitue le Cercle d'or est Þingvellir. Ce lieu, classé au patrimoine mondial de l'UNESCO, est le l'endroit où fut fondé un des plus anciens parlements du monde en 930. C'est du point de vue du paysage un site intéressant aussi, car on trouve là de nombreuses failles issues de l'effondrement de la zone. La cascade Öxarárfoss se jette dans la faille principale qui traverse le site.

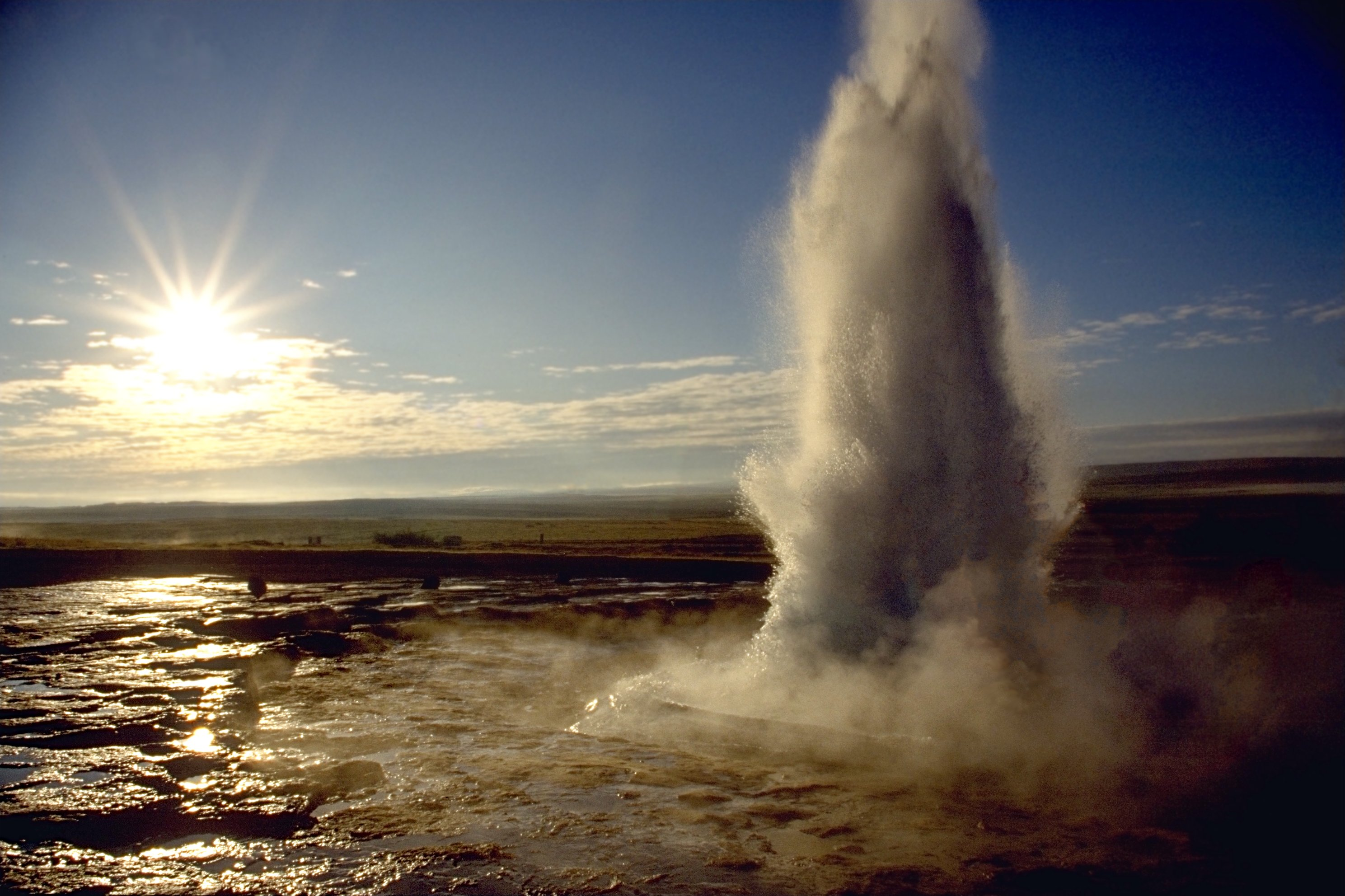
L'éruption de Strokkur.
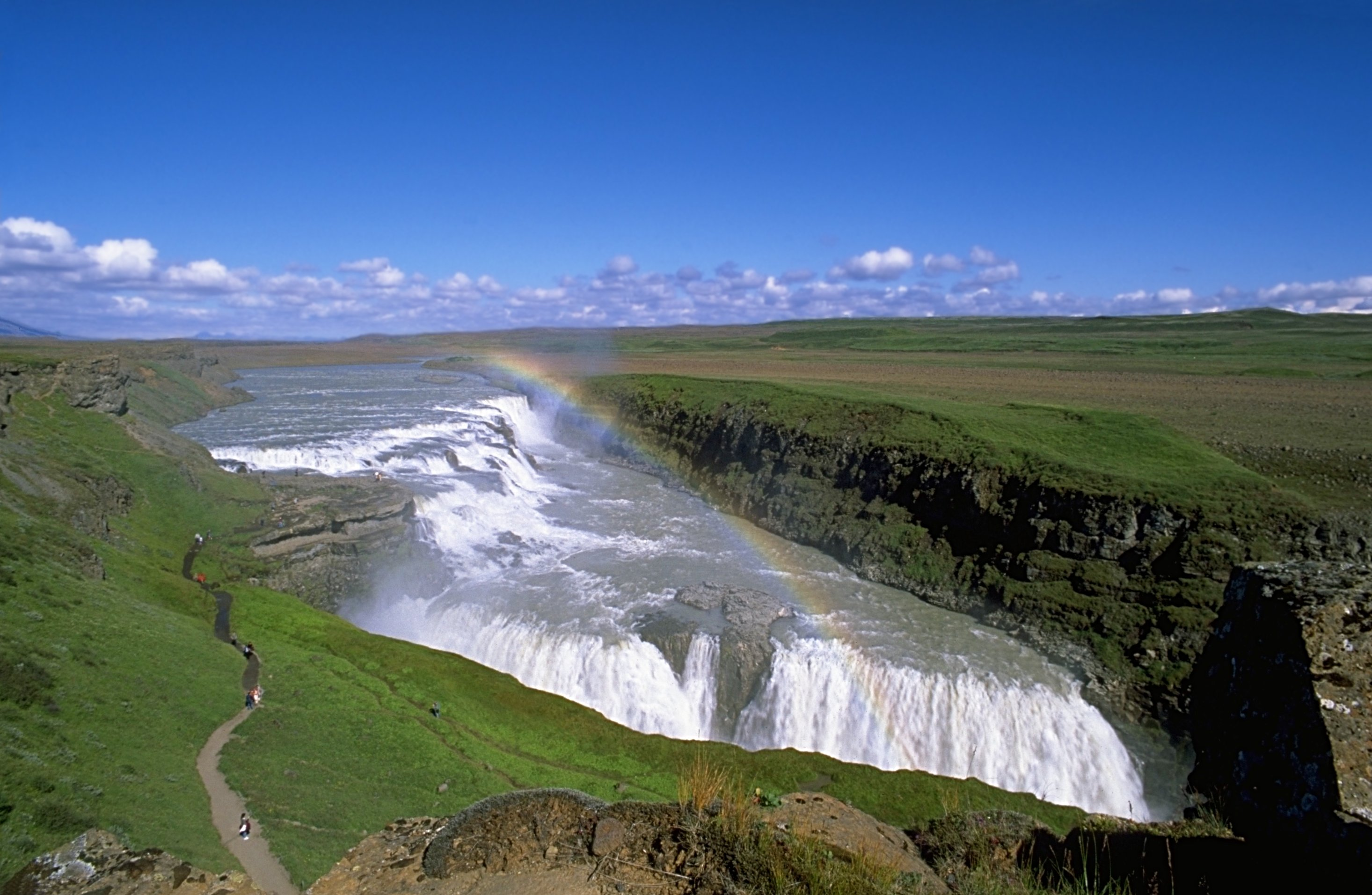
Gullfoss et son arc-en-ciel.
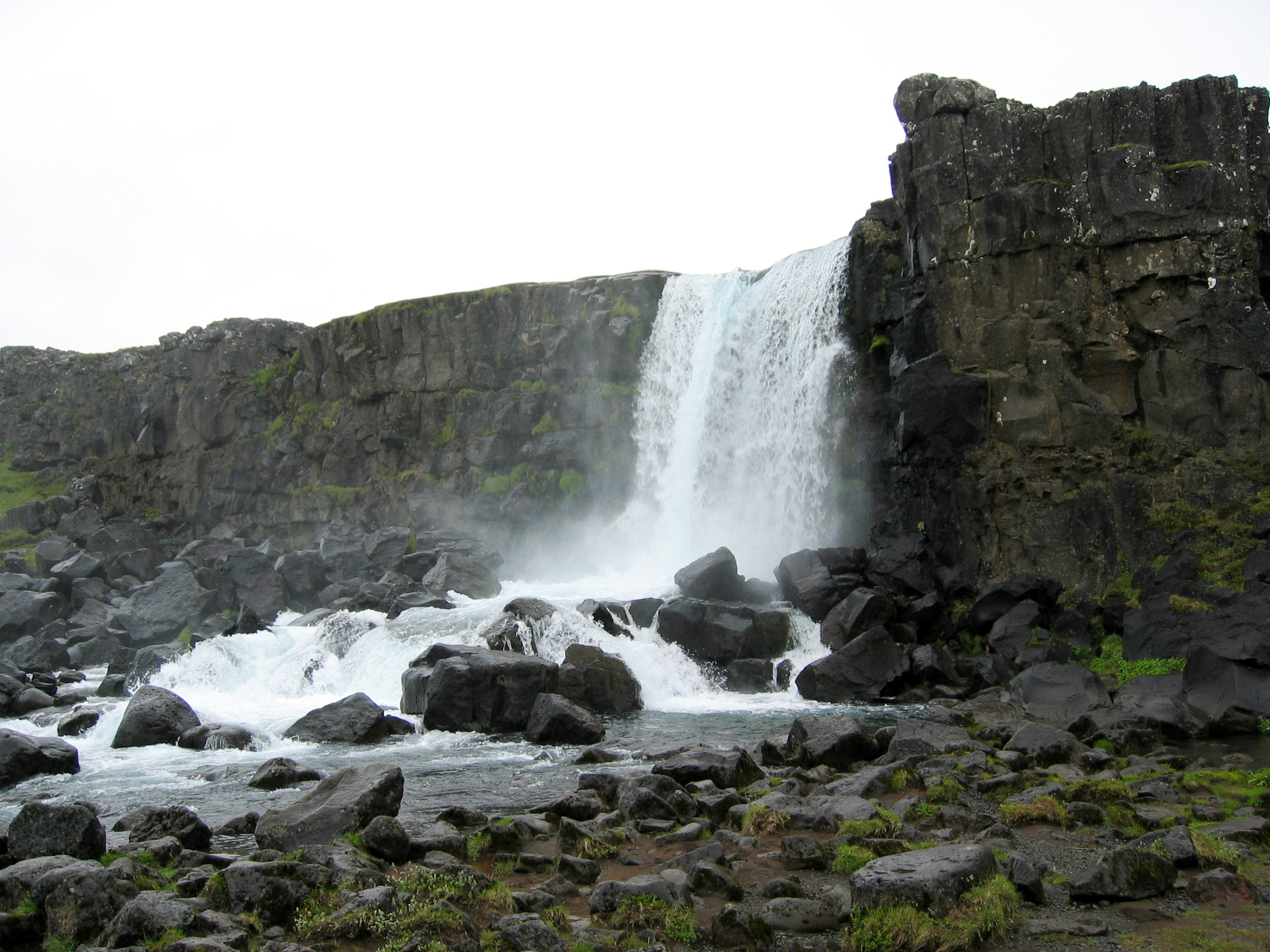
La cascade Öxarárfoss.

## Menaces et surtourisme
Le tourisme représente six fois la population de l’île, ce qui induit des risques de surtourisme,. Le milieu arctique et subarctique est fragile avec un difficile renouvellement de sa flore lors du piétinement hors des zones balisées. Des menaces pèsent également sur le modèle touristique actuel : saturation des sites majeurs (notamment le Cercle d'or et les ports accueillant les navires de croisière) qui conduit parfois à la dégradation de ces derniers, coût élevé de la vie, capacités d’accueil limitées, etc..
Les axes du développement envisagés passent donc par une amélioration de l'infrastructure, peu utilisable en hiver. Une meilleure communication (le business est promu en même temps que le retour à la nature) devrait aussi étaler les destinations des touristes, tant géographiquement que saisonnièrement. Le pays espère accueillir ainsi plus de deux millions de visiteurs étrangers vers 2030.